# Fürstenberská hrobka (Nižbor)
Fürstenberská hrobka je podzemní hrobka knížecí rodiny Fürstenbergů ve středočeské obci Nižbor v okrese Beroun. Nachází se v lesoparku nad svahem nedaleko Nižborského zámku, se kterým ho spojuje ulice K Zámku, a obtáčí ji ulice Křivoklátská. V hrobce bylo pochováno 14 osob. Naposledy se do hrobky pohřbívalo v roce 1899.

## Historie

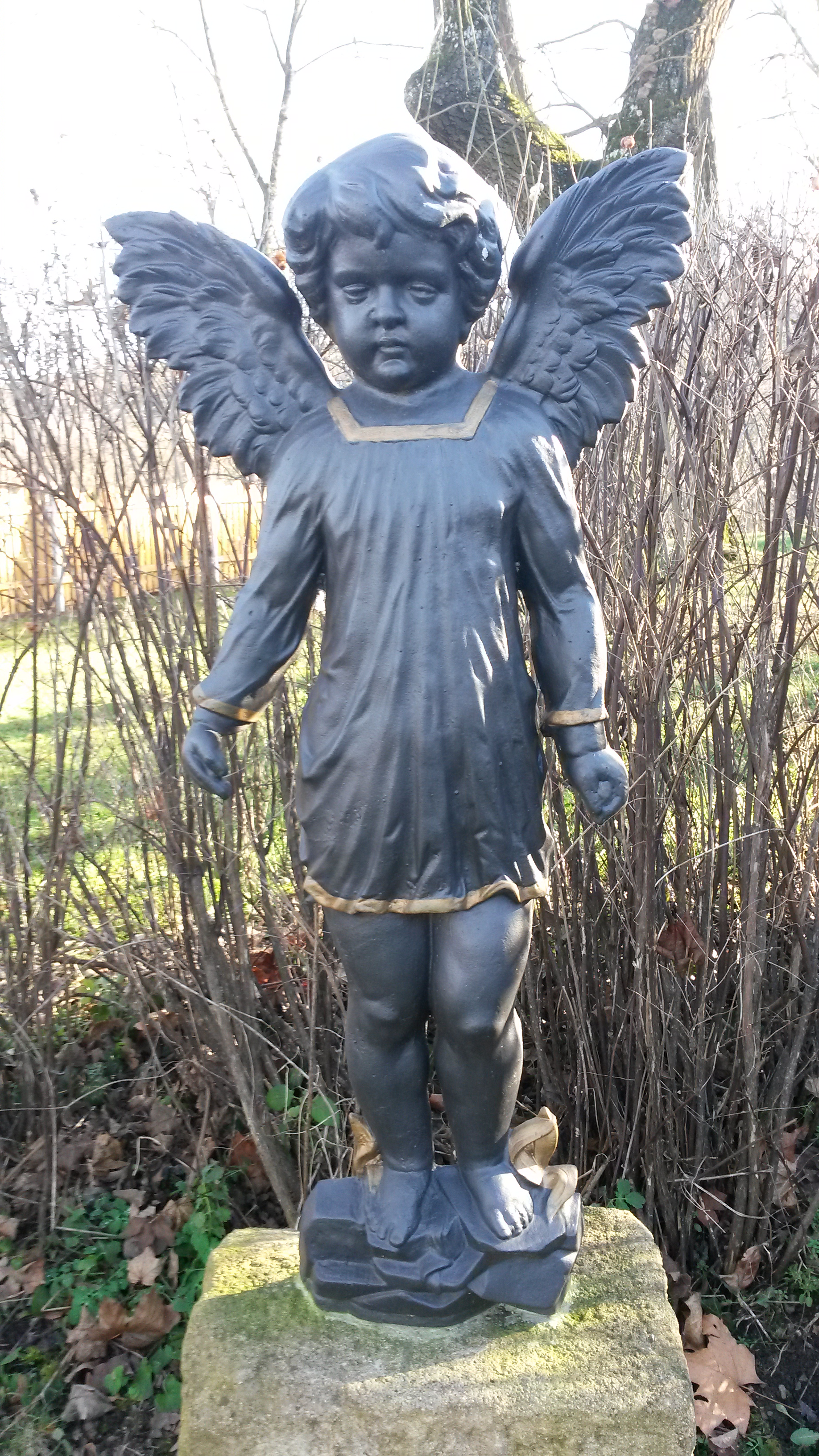
Litinový andělíček u Fürstenberské hrobky

Hrobka pro českou větev Fürstenbergů byla vystavěna knížetem Filipem roku 1787 jako důsledek zákazu císaře Josefa II., který znemožňoval pohřbívat v kostelích. Stala se náhradou za pohřební kryptu pod kostelem Povýšení sv. Kříže na východní straně Nižborského zámku, kterou v letech 1734–1737 nechala zřídit kněžna Marie Anna z Fürstenbegu (1707–1756), rozená z Valdštejna. Právě prostřednictvím sňatku Marie Anny s Josefem Vilémem přešla panství Nižbor, Křivoklát a Krušovice z majetku rodu Valdštejnů na Fürstenbergy a ta se stala základnou jejich pozemkové držby v  Čechách. Nižbor a Křivoklát drželi Fürstenbergové až do roku 1929.
V 50. a 60. letech 20. století byla hrobka několikrát vykradena. V roce 2014 byla hrobka zrekonstruována a zároveň areál celkově upraven. V době rekonstrukce byly rakve s ostatky uloženy v kryptě zámecké kaple.

## Popis

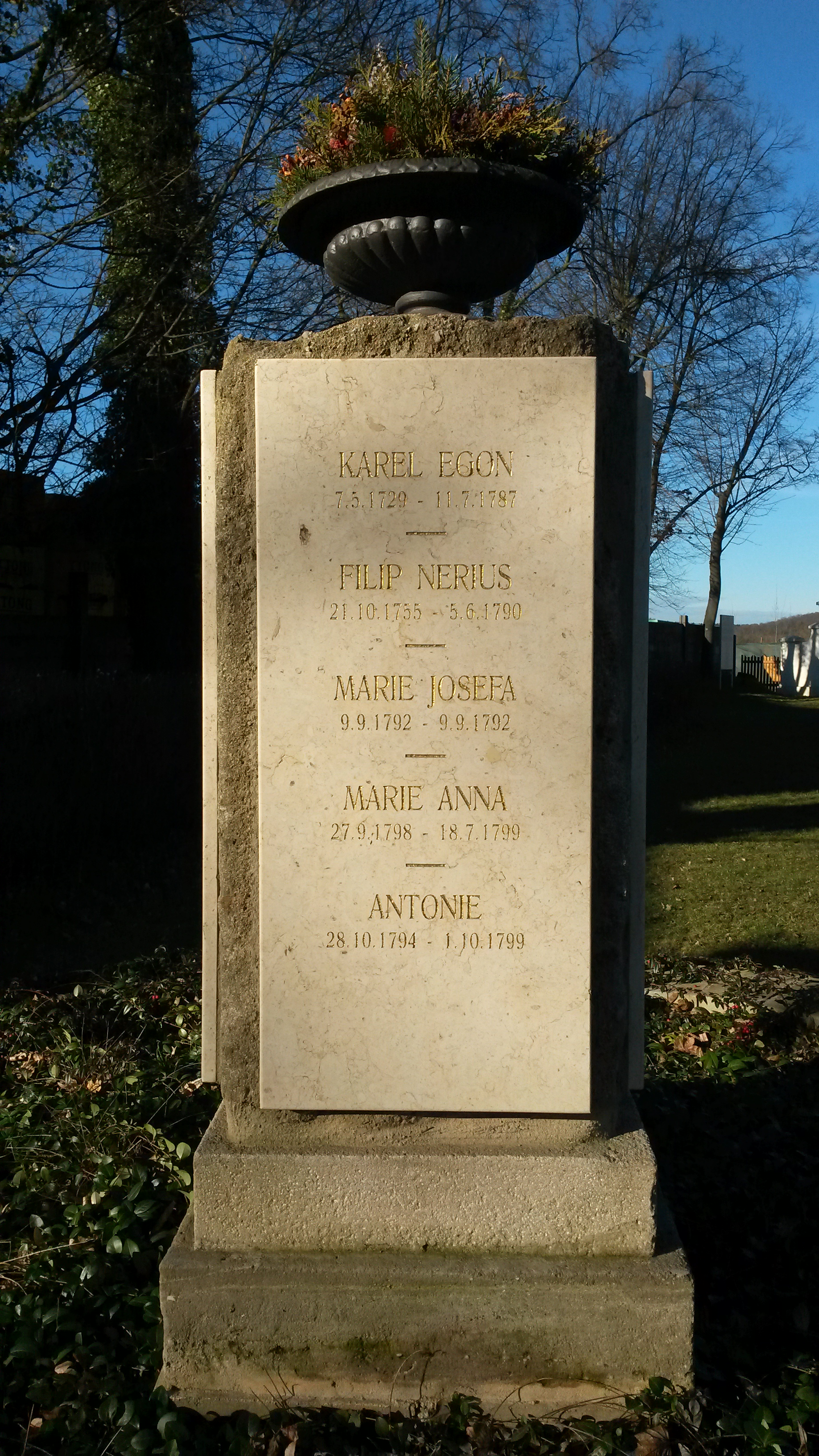
Součást hrobky

Schodiště do hrobky zakrývá rozměrná litinová deska o hmotnosti asi 250 kg s fürstenberským erbem a latinským nápisem SEPULCRUM PRINCIPUM DE FÜRSTENBERG. 1860. Hrobku samotnou tvoří malý horizontálně přepažený prostor. V horní části je jedna rakev – č. 14, v dolní části tři – zleva č. 11, 13 a 12. Umístění ostatních rakví není známo. Předpokládá se, že poblíž byla ještě starší hrobka. Rakev č. 12 je bílá, na boční straně ji zdobí rodový erb. Je jediná původní, ostatní byly nahrazeny novými při poslední rekonstrukci v roce 2014, kterou financovala rodina Fürstenbergů a Schwarzenbergů.
Trojboký růžový mramorový pomník, který věnoval kníže Filip Neri svému otci Karlu Egonovi I., stával až do roku 1824 na hrobce, ale pro celkovou sešlost byl rozebrán a uložen na zámku. Následně začátkem devadesát let 19. století byl opět vystaven v areálu hrobky. Vstupní brána sestávající z dvou pilířů byla vybudována koncem devadesátých let 19. století (ing. Jan B. Urban), železná vrata původně uzavírala knížecí zahrady při paláci ve Valdštejnské ulici na Malé Straně v Praze. Celému prostranství vévodí velký litinový kříž s pozlacenou figurou Krista, který byl odlit kolem roku 1860 v bývalých knížecích slévárnách v nedalekém Novém Jáchymově. Na novogotickém podstavci je nápis v němčině: Ich bin die Auferstehung und das Leben, wer an mich glaubt, der wird leben, wenn er auch schon gestorben wäre. Joh. 11. 25., to znamená Já jsem vzkříšení i život. Kdo věří ve mne, i kdyby zemřel, bude žít. Jan 11. 25. V areálu se také nachází litinová figura andělíčka. 

## Seznam pohřbených

### Chronologicky podle data úmrtí
V tabulce jsou uvedeny základní informace o pohřbených. Fialově jsou vyznačeni příslušníci rodu Fürstenbergů, žlutě jsou vyznačeny přivdané manželky, pokud zde byly pohřbeny. Červeně jsou zvýrazněni majitelé křivoklátského panství, respektive velkostatku. Hrabata z Urachu, předkové Fürstenbergů, se uvádějí už v 11. století, zde jsou však generace počítány až od Albrechta I. z Fürstenbergu (1557–1599) z kinzigtalské větve, který v Praze působil jako nejvyšší štolba císaře Rudolfa II. U manželek je generace v závorce a týká se generace manžela. Děti jsou vypsány v poznámce u matky, avšak pokud byla matka pohřbena jinde, jsou děti uvedeny v poznámce u otce.
| Po-řadí | Gene-race | Jméno pohřbeného                                         | Datum a místo narození                          | Otec | Datum a místo sňatku, choť                                                                                      | Pohřeb a uložení do hrobky | Poznámky |
| Po-řadí | Gene-race | Jméno pohřbeného                                         | Datum a místo úmrtí                             | Matka | Datum a místo sňatku, choť                                                                                      | Pohřeb a uložení do hrobky | Poznámky |
| ------- | --------- | -------------------------------------------------------- | ----------------------------------------------- | --- | --- | --- | --- |
| 1.      | 2.        | Františka Hypolita z Fürstenbergu                        | 16. 11. 1592                                    | Albrecht I. z Fürstenbergu 25. 3. 1557 – 13. 9. 1599 Praha                                                                  | 22. 10. 1617: Lev Burian Berka z Dubé a Lipé † 28. 3. 1626                                                      | Původně pohřbena v augustiniánské kapli u sv. Václava na Novém Městě v Praze. Klášter byl začat používán jako trestnice, proto byly její ostatky převezeny a uloženy v Nižboru 5. března 1820. | Hraběnka, narodil se jí syn: - Matěj Ferdinand († 1644) |
| 1.      | 2.        | Františka Hypolita z Fürstenbergu                        | 1638 nebo 10. 12. 1642 nebo 1644 nebo snad 1650 | Alžběta z Pernštejna 6. 11. 1557 – 31. 8. 1610                                                                              | 22. 10. 1617: Lev Burian Berka z Dubé a Lipé † 28. 3. 1626                                                      | Původně pohřbena v augustiniánské kapli u sv. Václava na Novém Městě v Praze. Klášter byl začat používán jako trestnice, proto byly její ostatky převezeny a uloženy v Nižboru 5. března 1820. | Hraběnka, narodil se jí syn: - Matěj Ferdinand († 1644) |
| 2.      | 7.        | Karel Egon I. z Fürstenbergu                             | 7. 5. 1729 Praha                                | Josef Vilém z Fürstenbergu 12. 1. 1699 – 29. 4. 1762 Vídeň                                                                  | 25. 6. 1753: Marie Josefa ze Sternberg-Manderscheidu (č. 8)                                                     | | Říšský kníže z Fürstenbergu, zakladatel knížecí podlinie v Čechách, rytíř Zlatého rouna, nejvyšší purkrabí v Čechách (1771–1782), pán panství Křivoklát (1756–1787), Krušovice, Nižbor, Dobrovice, Loučeň. |
| 2.      | 7.        | Karel Egon I. z Fürstenbergu                             | 11. 7. 1787 Praha-Malá Strana                   | Marie Anna z Waldsteinu 22. 2. 1707 – 12. 11. 1756 Vídeň                                                                    | 25. 6. 1753: Marie Josefa ze Sternberg-Manderscheidu (č. 8)                                                     | | Říšský kníže z Fürstenbergu, zakladatel knížecí podlinie v Čechách, rytíř Zlatého rouna, nejvyšší purkrabí v Čechách (1771–1782), pán panství Křivoklát (1756–1787), Krušovice, Nižbor, Dobrovice, Loučeň. |
| 3.      | 8.        | Filip Nerius z Fürstenbergu                              | 21. 10. 1755                                    | Karel Egon I. z Fürstenbergu (č. 2)                                                                                         | 1779: Donaueschingen: Josefa Maria Benedikta z Fürstenbergu (č. 10)                                             | | Říšský kníže z Fürstenbergu, pán panství Křivoklát (1787–1790), Krušovice, Nižbor, Dobrovice, Loučeň. |
| 3.      | 8.        | Filip Nerius z Fürstenbergu                              | 5. 6. 1790 Praha-Malá Strana                    | Marie Josefa ze Sternberg-Manderscheidu (č. 8)                                                                              | 1779: Donaueschingen: Josefa Maria Benedikta z Fürstenbergu (č. 10)                                             | | Říšský kníže z Fürstenbergu, pán panství Křivoklát (1787–1790), Krušovice, Nižbor, Dobrovice, Loučeň. |
| 4.      | 9.        | Marie Josefa z Fürstenbergu                              | 9. 9. 1792                                      | Karel Josef Alois z Fürstenbergu 26. 6. 1760 – 25. 3. 1799 padl u Liptingenu                                                | | | Princezna, vnučka knížete Karla Egona I. (č. 2), zemřela záhy. |
| 4.      | 9.        | Marie Josefa z Fürstenbergu                              | 9. 9. 1792                                      | Alžběta z Thurn-Taxisu 30. 11. 1767 Řezno – 21. 7. 1822                                                                     | | | Princezna, vnučka knížete Karla Egona I. (č. 2), zemřela záhy. |
| 5.      | 9.        | Marie Anna z Fürstenbergu                                | 27. 9. 1798                                     | Karel Josef Alois z Fürstenbergu 26. 6. 1760 – 25. 3. 1799 padl u Liptingenu                                                | | | Nedospělá princezna, sestra Marie Josefy (č. 4) a Antonie (č. 6). |
| 5.      | 9.        | Marie Anna z Fürstenbergu                                | 18. 7. 1799 Praha                               | Alžběta z Thurn-Taxisu 30. 11. 1767 Řezno – 21. 7. 1822                                                                     | | | Nedospělá princezna, sestra Marie Josefy (č. 4) a Antonie (č. 6). |
| 6.      | 9.        | Antonie z Fürstenbergu                                   | 28. 10. 1794                                    | Karel Josef Alois z Fürstenbergu 26. 6. 1760 – 25. 3. 1799 padl u Liptingenu                                                | | | Nedospělá princezna, sestra Marie Josefy (č. 4) a Marie Anny (č. 5). |
| 6.      | 9.        | Antonie z Fürstenbergu                                   | 1. 10. 1799 Praha                               | Alžběta z Thurn-Taxisu 30. 11. 1767 Řezno – 21. 7. 1822                                                                     | | | Nedospělá princezna, sestra Marie Josefy (č. 4) a Marie Anny (č. 5). |
| 7.      | 9.        | Karel Gabriel z Fürstenbergu                             | 2. 2. 1785                                      | Filip Nerius z Fürstenbergu (č. 3)                                                                                          | | | Princ. Protože nebyl plnoletý, zděděné panství Křivoklát (1790–1799) za něj spravovala jeho babička Marie Josefina. |
| 7.      | 9.        | Karel Gabriel z Fürstenbergu                             | 13. 12. 1799                                    | Josefa Marie Benedikta z Fürstenbergu (č. 10)                                                                               | | | Princ. Protože nebyl plnoletý, zděděné panství Křivoklát (1790–1799) za něj spravovala jeho babička Marie Josefina. |
| 8.      | (7.)      | Marie Josefa ze Sternberg-Manderscheidu                  | 24. 6. 1725                                     | František Filip ze Sternbergu 21. 8. 1708 Praha – 9. 1. 1786 Vídeň                                                          | 25. 6. 1753: Karel Egon I. z Fürstenbergu (č. 2)                                                                | | Říšská kněžna z Fürstenbergu, matka Filipa Neria (č. 3). Správkyně panství Křivoklát. Narodily se jí tři děti: - 1. Josef Maria Václav (1754–1759) - 2. Filip Nerius (1755–1790; č. 3) - 3. Karel Josef Alois (1760–1799; pohřben na hřbitově ve Stockachu, od roku 1856 v Knížecí fürstenberské hrobce Maria Hof v Neudingenu) |
| 8.      | (7.)      | Marie Josefa ze Sternberg-Manderscheidu                  | 16. 1. 1803 Praha-Malá Strana                   | Marie Leopoldina ze Starhembergu pokřtěna 26. 8. 1712 Vídeň – 22. 3. 1800 Vídeň                                             | 25. 6. 1753: Karel Egon I. z Fürstenbergu (č. 2)                                                                | | Říšská kněžna z Fürstenbergu, matka Filipa Neria (č. 3). Správkyně panství Křivoklát. Narodily se jí tři děti: - 1. Josef Maria Václav (1754–1759) - 2. Filip Nerius (1755–1790; č. 3) - 3. Karel Josef Alois (1760–1799; pohřben na hřbitově ve Stockachu, od roku 1856 v Knížecí fürstenberské hrobce Maria Hof v Neudingenu) |
| 9.      | 9.        | Leopoldina Filipa z Fürstenbergu                         | 10. 4. 1781 Praha                               | Filip Nerius z Fürstenbergu (č. 3)                                                                                          | 20. 10. 1799 Praha: Viktor Amadeus z Hesenska-Rheinfels-Rotenburgu 2. 7. 1779 Rotenburg – 12. 11. 1834 Zębowice | | Princezna. Spolusprávkyně panství Křivoklát. |
| 9.      | 9.        | Leopoldina Filipa z Fürstenbergu                         | 5. 6. 1806 Praha                                | Josefa Marie Benedikta (č. 10)                                                                                              | 20. 10. 1799 Praha: Viktor Amadeus z Hesenska-Rheinfels-Rotenburgu 2. 7. 1779 Rotenburg – 12. 11. 1834 Zębowice | | Princezna. Spolusprávkyně panství Křivoklát. |
| 10.     | 8.        | Josefa Marie Benedikta z Fürstenbergu z říšské linie     | 14. 11. 1756                                    | Josef Václav z Fürstenberg-Stühlingenu 21. 3. 1728 Praha – 2. 6. 1783 Donaueschingen                                        | 1779: Donaueschingen: Filip Nerius z Fürstenbergu (č. 3)                                                        | | Kněžna. Spolusprávkyně panství Křikoklát. Narodily se jí tři děti: - 1. Karel Gabriel (1785–1799; č. 7) - 2. Josefa Marie Filipína (1780–1780) - 3. Leopoldina Filipína Karolína, provd. Hesensko-Rotenburská (1781–1806; č. 9) |
| 10.     | 8.        | Josefa Marie Benedikta z Fürstenbergu z říšské linie     | 2. 10. 1809 Loučeň                              | Marie Josefa z Waldbburgu a Trauchburgu 30. 3. 1731 – 7. 5. 1782                                                            | 1779: Donaueschingen: Filip Nerius z Fürstenbergu (č. 3)                                                        | | Kněžna. Spolusprávkyně panství Křikoklát. Narodily se jí tři děti: - 1. Karel Gabriel (1785–1799; č. 7) - 2. Josefa Marie Filipína (1780–1780) - 3. Leopoldina Filipína Karolína, provd. Hesensko-Rotenburská (1781–1806; č. 9) |
| 11.     | 8.        | Ludvík Egon z Fürstenbergu z lankraběcí (moravské) linie | 17. 9. 1790                                     | Fridrich Josef z Fürstenbergu (z tavíkovické linie vitorazské větve) 24. 4. 1751 Ludwigsburg – 1. 7. 1814 Valašské Meziříčí | | Datum pohřbu není v matrice zemřelých uvedeno. | Lankrabě. C. k. poručík řadového pěšího pluku č. 25 Thierryho svobodného pána de Vaux. Zemřel ve věku 23 let na břišní tyfus jako důsledek zranění levé kolenní kosti (čéšky), které utrpěl v bitvě u Drážďan 27. srpna 1813. |
| 11.     | 8.        | Ludvík Egon z Fürstenbergu z lankraběcí (moravské) linie | 28. 9. 1813 Praha                               | Marie Josefa ze Žerotína-Lilgenau 12. 2. 1771 – 5. 4. 1857                                                                  | | Datum pohřbu není v matrice zemřelých uvedeno. | Lankrabě. C. k. poručík řadového pěšího pluku č. 25 Thierryho svobodného pána de Vaux. Zemřel ve věku 23 let na břišní tyfus jako důsledek zranění levé kolenní kosti (čéšky), které utrpěl v bitvě u Drážďan 27. srpna 1813. |
| 12.     | 10.       | Marie Jindřiška z Fürstenbergu                           | 18. 7. 1823                                     | Karel Egon II. z Fürstenbergu 28. 10. 1796 Praha – 22. 10. 1854 Bad Ischl                                                   | | Pohřbena 21. 9. 1834 v rodinné hrobce. | Zemřela ve věku 11 let na břišní tyfus. Sestra Maxmiliána Egona I. (č. 13) a Emila Egona (č. 15). Jediná originální rakev. |
| 12.     | 10.       | Marie Jindřiška z Fürstenbergu                           | 19. 9. 1834 Nižbor                              | Amálie Kristýna Bádenská 26. 1. 1795 Karlsruhe – 14. 9. 1869 Karlsruhe                                                      | | Pohřbena 21. 9. 1834 v rodinné hrobce. | Zemřela ve věku 11 let na břišní tyfus. Sestra Maxmiliána Egona I. (č. 13) a Emila Egona (č. 15). Jediná originální rakev. |
| 13.     | 10.       | Maxmilián Egon I. z Fürstenbergu                         | 29. 3. 1822 Donaueschingen                      | Karel Egon II. z Fürstenbergu 28. 10. 1796 Praha – 22. 10. 1854 Bad Ischl                                                   | 23. 5. 1860 Vídeň: Leontýna z Khevenhüller-Metsch 25. 2. 1843 Vídeň – 9. 8. 1914 Strobl                         | Pohřben 30. 7. 1873 v Nižboru. | Kníže, c. k. tajný rada, dědičný člen rakouské válečné rady, poslanec Českého zemského sněmu (1861–1867, 1868–1870), dědičný člen Panské sněmovny rakouské Říšské rady (1861–1873), komtur Leopoldova řádu (1856), rytíř rakouského Řádu zlatého rouna (1867). Majitel fideikomisního panství Křivoklát (1854–1873), Krušovice, Nižbor, Skřivaň, Podmokly, Všetaty, Panoší Újezd a Olešná. Bratr Marie Jindřišky (č. 12) a Emila Egona I. (č. 13). Zemřel ve věku 51 let na záškrt. Narodili se mu dva synové: - 1. Maxmilián Egon II. (1863–1941), který prodal československému státu v roce 1921 zámek Lány a roku 1929 hrad Křivoklát. - 2. Karl Emil (1867–1945; pohřben na hřbitově ve Stroblu)                                                     |
| 13.     | 10.       | Maxmilián Egon I. z Fürstenbergu                         | 27. 7. 1873 Lány                                | Amálie Kristýna Bádenská 26. 1. 1795 Karlsruhe – 14. 9. 1869 Karlsruhe                                                      | 23. 5. 1860 Vídeň: Leontýna z Khevenhüller-Metsch 25. 2. 1843 Vídeň – 9. 8. 1914 Strobl                         | Pohřben 30. 7. 1873 v Nižboru. | Kníže, c. k. tajný rada, dědičný člen rakouské válečné rady, poslanec Českého zemského sněmu (1861–1867, 1868–1870), dědičný člen Panské sněmovny rakouské Říšské rady (1861–1873), komtur Leopoldova řádu (1856), rytíř rakouského Řádu zlatého rouna (1867). Majitel fideikomisního panství Křivoklát (1854–1873), Krušovice, Nižbor, Skřivaň, Podmokly, Všetaty, Panoší Újezd a Olešná. Bratr Marie Jindřišky (č. 12) a Emila Egona I. (č. 13). Zemřel ve věku 51 let na záškrt. Narodili se mu dva synové: - 1. Maxmilián Egon II. (1863–1941), který prodal československému státu v roce 1921 zámek Lány a roku 1929 hrad Křivoklát. - 2. Karl Emil (1867–1945; pohřben na hřbitově ve Stroblu)                                                     |
| 14.     | 10.       | Emil Egon z Fürstenbergu                                 | 12. 9. 1825 Donaueschingen                      | Karel Egon II. z Fürstenbergu 28. 10. 1796 Praha – 22. 10. 1854 Bad Ischl                                                   | 31. 5. 1875 Praha: Leontýna z Khevenhüller-Metsch 25. 2. 1843 Vídeň – 9. 8. 1914 Strobl                         | Pohřben 18. 5. 1899 v knížecí rodinné hrobce v Nižboru. | Zakladatel králodvorské linie Fürstenbergů. C. k. tajný rada (1881), major v záloze, přidružený člen Rakouského arcidomu, poslanec Českého zemského sněmu (1861–1867), doživotní člen Panské sněmovny rakouské Říšské rady (1872), rytíř rakouského Řádu zlatého rouna (1892). Majitel fideikomisního statku Králův Dvůr. Bratr Marie Jindřišky (č. 12) a Maxmiliána Egona I. (č. 13). Zemřel ve věku 73 let na kornatění tepen. Narodily se mu tři děti: - 1. Emil Egon Karl (1876–1964; pohřben na hřbitově ve Vídni-Hietzingu) - 2. Elisabeth Leontina, provd. Salm-Reifferscheidt-Raitzová (1878–1939) - 3. Amelia Luisa Dorothea, provd. Koczianová a podruhé Scanzoniová von Lichtenfels (1884–1929) Manželka byla pohřbena na hřbitově ve Stroblu. |
| 14.     | 10.       | Emil Egon z Fürstenbergu                                 | 15. 5. 1899 zámek Leontýn                       | Amálie Kristýna Bádenská 26. 1. 1795 Karlsruhe – 14. 9. 1869 Karlsruhe                                                      | 31. 5. 1875 Praha: Leontýna z Khevenhüller-Metsch 25. 2. 1843 Vídeň – 9. 8. 1914 Strobl                         | Pohřben 18. 5. 1899 v knížecí rodinné hrobce v Nižboru. | Zakladatel králodvorské linie Fürstenbergů. C. k. tajný rada (1881), major v záloze, přidružený člen Rakouského arcidomu, poslanec Českého zemského sněmu (1861–1867), doživotní člen Panské sněmovny rakouské Říšské rady (1872), rytíř rakouského Řádu zlatého rouna (1892). Majitel fideikomisního statku Králův Dvůr. Bratr Marie Jindřišky (č. 12) a Maxmiliána Egona I. (č. 13). Zemřel ve věku 73 let na kornatění tepen. Narodily se mu tři děti: - 1. Emil Egon Karl (1876–1964; pohřben na hřbitově ve Vídni-Hietzingu) - 2. Elisabeth Leontina, provd. Salm-Reifferscheidt-Raitzová (1878–1939) - 3. Amelia Luisa Dorothea, provd. Koczianová a podruhé Scanzoniová von Lichtenfels (1884–1929) Manželka byla pohřbena na hřbitově ve Stroblu. |

### Příbuzenské vztahy pohřbených
Následující schéma znázorňuje příbuzenské vztahy. Červeně orámovaní byli pohřbeni v hrobce, arabské číslice odpovídají pořadí úmrtí podle předchozí tabulky. Římské číslice představují pořadí manželky nebo manžela, pokud se některý příslušník oženil nebo příslušnice vdala více než jednou. Modře orámovaný je Kryštof II. z Fürstenbergu (1580–1614), který získal inkolát v Českém království, zeleně je orámovaný Maxmilián Egon II. z Fürstenbergu (1863–1941), který prodal velkostatek a hrad Křivoklát Československému státu v roce 1929. V 18. století se rod rozdělil do několika linií. Oranžově je orámován Josef Vilém z Fürstenbergu (1699–1762), který byl v roce 1716 povýšen do knížecího stavu a založil knížecí linii, a jeho bratr Ludvík Vilém z Fürstenbergu (1705–1759), který založil lankraběcí linii (terciogenituru). V další generaci se dále knížecí linie rozdělila na říšskoknížecí linii – primogenituru, kterou založil Josef Václav z Fürstenberg-Stühlingenu (1728–1783; také orámován oranžově), a českou linii – sekundogenituru, kterou založil Karel Egon I. z Fürstenbergu (1729–1787; orámován červeně č. 2). Tučně jsou vyznačena knížata hlavní linie. Vzhledem k účelu schématu se nejedná o kompletní rodokmen.
| Kryštof I. z Fürstenbergu 1534–1559 KINZIGTALSKÁ LINIE            | Kryštof I. z Fürstenbergu 1534–1559 KINZIGTALSKÁ LINIE            | Kryštof I. z Fürstenbergu 1534–1559 KINZIGTALSKÁ LINIE            | Kryštof I. z Fürstenbergu 1534–1559 KINZIGTALSKÁ LINIE            | Kryštof I. z Fürstenbergu 1534–1559 KINZIGTALSKÁ LINIE            | Kryštof I. z Fürstenbergu 1534–1559 KINZIGTALSKÁ LINIE            |                                                   |                                                   | Barbora z Montfortu † 1592                                               | Barbora z Montfortu † 1592                                               | Barbora z Montfortu † 1592                                               | Barbora z Montfortu † 1592                                               | Barbora z Montfortu † 1592                                               | Barbora z Montfortu † 1592                                               |                                                 |                                                 |                                                                          |                                                                          |                                                                          |                                                                          |                                                                          |                                                                          |                                                       |                                                       |                                                             |                                                             |                                                             |                                                             |                                                             |                                                             | Vratislav II. z Pernštejna 1530–1582                  | Vratislav II. z Pernštejna 1530–1582                  | Vratislav II. z Pernštejna 1530–1582                        | Vratislav II. z Pernštejna 1530–1582                        | Vratislav II. z Pernštejna 1530–1582                        | Vratislav II. z Pernštejna 1530–1582                        |                                                             |                                                             | Marie Manrique de Lara y Mendoza † 1608             | Marie Manrique de Lara y Mendoza † 1608             | Marie Manrique de Lara y Mendoza † 1608                       | Marie Manrique de Lara y Mendoza † 1608                       | Marie Manrique de Lara y Mendoza † 1608                       | Marie Manrique de Lara y Mendoza † 1608                       |                                                               |                                                               |                                                            |                                                            |                                                            |                                                            |                                                          |                                                          |                                                          |                                                          |                                               |                                               |                                                                                                 |                                                                                                 |                                                                                                 |                                                                                                 |                                                                                                 |                                                                                                 |                                                |                                                |                                                           |                                                           |                                                           |                                                           |                                                           |                                                           |  |  |                                               |                                               |                                               |                                               |                                               |                                               |
| Kryštof I. z Fürstenbergu 1534–1559 KINZIGTALSKÁ LINIE            | Kryštof I. z Fürstenbergu 1534–1559 KINZIGTALSKÁ LINIE            | Kryštof I. z Fürstenbergu 1534–1559 KINZIGTALSKÁ LINIE            | Kryštof I. z Fürstenbergu 1534–1559 KINZIGTALSKÁ LINIE            | Kryštof I. z Fürstenbergu 1534–1559 KINZIGTALSKÁ LINIE            | Kryštof I. z Fürstenbergu 1534–1559 KINZIGTALSKÁ LINIE            |                                                   |                                                   | Barbora z Montfortu † 1592                                               | Barbora z Montfortu † 1592                                               | Barbora z Montfortu † 1592                                               | Barbora z Montfortu † 1592                                               | Barbora z Montfortu † 1592                                               | Barbora z Montfortu † 1592                                               |                                                 |                                                 |                                                                          |                                                                          |                                                                          |                                                                          |                                                                          |                                                                          |                                                       |                                                       |                                                             |                                                             |                                                             |                                                             |                                                             |                                                             | Vratislav II. z Pernštejna 1530–1582                  | Vratislav II. z Pernštejna 1530–1582                  | Vratislav II. z Pernštejna 1530–1582                        | Vratislav II. z Pernštejna 1530–1582                        | Vratislav II. z Pernštejna 1530–1582                        | Vratislav II. z Pernštejna 1530–1582                        |                                                             |                                                             | Marie Manrique de Lara y Mendoza † 1608             | Marie Manrique de Lara y Mendoza † 1608             | Marie Manrique de Lara y Mendoza † 1608                       | Marie Manrique de Lara y Mendoza † 1608                       | Marie Manrique de Lara y Mendoza † 1608                       | Marie Manrique de Lara y Mendoza † 1608                       |                                                               |                                                               |                                                            |                                                            |                                                            |                                                            |                                                          |                                                          |                                                          |                                                          |                                               |                                               |                                                                                                 |                                                                                                 |                                                                                                 |                                                                                                 |                                                                                                 |                                                                                                 |                                                |                                                |                                                           |                                                           |                                                           |                                                           |                                                           |                                                           |  |  |                                               |                                               |                                               |                                               |                                               |                                               |
|                                                                   |                                                                   |                                                                   |                                                                   |                                                                   |                                                                   |                                                   |                                                   |                                                                          |                                                                          |                                                                          |                                                                          |                                                                          |                                                                          |                                                 |                                                 |                                                                          |                                                                          |                                                                          |                                                                          |                                                                          |                                                                          |                                                       |                                                       |                                                             |                                                             |                                                             |                                                             |                                                             |                                                             |                                                       |                                                       |                                                             |                                                             |                                                             |                                                             |                                                             |                                                             |                                                     |                                                     |                                                               |                                                               |                                                               |                                                               |                                                               |                                                               |                                                            |                                                            |                                                            |                                                            |                                                          |                                                          |                                                          |                                                          |                                               |                                               |                                                                                                 |                                                                                                 |                                                                                                 |                                                                                                 |                                                                                                 |                                                                                                 |                                                |                                                |                                                           |                                                           |                                                           |                                                           |                                                           |                                                           |  |  |                                               |                                               |                                               |                                               |                                               |                                               |
|                                                                   |                                                                   |                                                                   |                                                                   |                                                                   |                                                                   |                                                   |                                                   |                                                                          |                                                                          |                                                                          |                                                                          |                                                                          |                                                                          |                                                 |                                                 |                                                                          |                                                                          |                                                                          |                                                                          |                                                                          |                                                                          |                                                       |                                                       |                                                             |                                                             |                                                             |                                                             |                                                             |                                                             |                                                       |                                                       |                                                             |                                                             |                                                             |                                                             |                                                             |                                                             |                                                     |                                                     |                                                               |                                                               |                                                               |                                                               |                                                               |                                                               |                                                            |                                                            |                                                            |                                                            |                                                          |                                                          |                                                          |                                                          |                                               |                                               |                                                                                                 |                                                                                                 |                                                                                                 |                                                                                                 |                                                                                                 |                                                                                                 |                                                |                                                |                                                           |                                                           |                                                           |                                                           |                                                           |                                                           |  |  |                                               |                                               |                                               |                                               |                                               |                                               |
|                                                                   |                                                                   |                                                                   |                                                                   | Albrecht I. z Fürstenbergu 1557–1599                              | Albrecht I. z Fürstenbergu 1557–1599                              | Albrecht I. z Fürstenbergu 1557–1599              | Albrecht I. z Fürstenbergu 1557–1599              | Albrecht I. z Fürstenbergu 1557–1599                                     | Albrecht I. z Fürstenbergu 1557–1599                                     |                                                                          |                                                                          | Alžběta z Pernštejna 1557–1610                                           | Alžběta z Pernštejna 1557–1610                                           | Alžběta z Pernštejna 1557–1610                  | Alžběta z Pernštejna 1557–1610                  | Alžběta z Pernštejna 1557–1610                                           | Alžběta z Pernštejna 1557–1610                                           |                                                                          |                                                                          |                                                                          |                                                                          |                                                       |                                                       |                                                             |                                                             | Anna Maria Manrique de Lara y Mendoza † před 1636           | Anna Maria Manrique de Lara y Mendoza † před 1636           | Anna Maria Manrique de Lara y Mendoza † před 1636           | Anna Maria Manrique de Lara y Mendoza † před 1636           | Anna Maria Manrique de Lara y Mendoza † před 1636     | Anna Maria Manrique de Lara y Mendoza † před 1636     |                                                             |                                                             | Jan V. z Pernštejna 1561–1597                               | Jan V. z Pernštejna 1561–1597                               | Jan V. z Pernštejna 1561–1597                               | Jan V. z Pernštejna 1561–1597                               | Jan V. z Pernštejna 1561–1597                       | Jan V. z Pernštejna 1561–1597                       |                                                               |                                                               |                                                               |                                                               |                                                               |                                                               | I. Vilém z Rožmberka 1535–1592                             | I. Vilém z Rožmberka 1535–1592                             | I. Vilém z Rožmberka 1535–1592                             | I. Vilém z Rožmberka 1535–1592                             | I. Vilém z Rožmberka 1535–1592                           | I. Vilém z Rožmberka 1535–1592                           |                                                          |                                                          | Polyxena z Pernštejna 1566–1642               | Polyxena z Pernštejna 1566–1642               | Polyxena z Pernštejna 1566–1642                                                                 | Polyxena z Pernštejna 1566–1642                                                                 | Polyxena z Pernštejna 1566–1642                                                                 | Polyxena z Pernštejna 1566–1642                                                                 |                                                                                                 |                                                                                                 | II. Zdeněk Vojtěch Popel z Lobkowicz 1568–1628 | II. Zdeněk Vojtěch Popel z Lobkowicz 1568–1628 | II. Zdeněk Vojtěch Popel z Lobkowicz 1568–1628            | II. Zdeněk Vojtěch Popel z Lobkowicz 1568–1628            | II. Zdeněk Vojtěch Popel z Lobkowicz 1568–1628            | II. Zdeněk Vojtěch Popel z Lobkowicz 1568–1628            |                                                           |                                                           |  |  |                                               |                                               |                                               |                                               |                                               |                                               |
|                                                                   |                                                                   |                                                                   |                                                                   | Albrecht I. z Fürstenbergu 1557–1599                              | Albrecht I. z Fürstenbergu 1557–1599                              | Albrecht I. z Fürstenbergu 1557–1599              | Albrecht I. z Fürstenbergu 1557–1599              | Albrecht I. z Fürstenbergu 1557–1599                                     | Albrecht I. z Fürstenbergu 1557–1599                                     |                                                                          |                                                                          | Alžběta z Pernštejna 1557–1610                                           | Alžběta z Pernštejna 1557–1610                                           | Alžběta z Pernštejna 1557–1610                  | Alžběta z Pernštejna 1557–1610                  | Alžběta z Pernštejna 1557–1610                                           | Alžběta z Pernštejna 1557–1610                                           |                                                                          |                                                                          |                                                                          |                                                                          |                                                       |                                                       |                                                             |                                                             | Anna Maria Manrique de Lara y Mendoza † před 1636           | Anna Maria Manrique de Lara y Mendoza † před 1636           | Anna Maria Manrique de Lara y Mendoza † před 1636           | Anna Maria Manrique de Lara y Mendoza † před 1636           | Anna Maria Manrique de Lara y Mendoza † před 1636     | Anna Maria Manrique de Lara y Mendoza † před 1636     |                                                             |                                                             | Jan V. z Pernštejna 1561–1597                               | Jan V. z Pernštejna 1561–1597                               | Jan V. z Pernštejna 1561–1597                               | Jan V. z Pernštejna 1561–1597                               | Jan V. z Pernštejna 1561–1597                       | Jan V. z Pernštejna 1561–1597                       |                                                               |                                                               |                                                               |                                                               |                                                               |                                                               | I. Vilém z Rožmberka 1535–1592                             | I. Vilém z Rožmberka 1535–1592                             | I. Vilém z Rožmberka 1535–1592                             | I. Vilém z Rožmberka 1535–1592                             | I. Vilém z Rožmberka 1535–1592                           | I. Vilém z Rožmberka 1535–1592                           |                                                          |                                                          | Polyxena z Pernštejna 1566–1642               | Polyxena z Pernštejna 1566–1642               | Polyxena z Pernštejna 1566–1642                                                                 | Polyxena z Pernštejna 1566–1642                                                                 | Polyxena z Pernštejna 1566–1642                                                                 | Polyxena z Pernštejna 1566–1642                                                                 |                                                                                                 |                                                                                                 | II. Zdeněk Vojtěch Popel z Lobkowicz 1568–1628 | II. Zdeněk Vojtěch Popel z Lobkowicz 1568–1628 | II. Zdeněk Vojtěch Popel z Lobkowicz 1568–1628            | II. Zdeněk Vojtěch Popel z Lobkowicz 1568–1628            | II. Zdeněk Vojtěch Popel z Lobkowicz 1568–1628            | II. Zdeněk Vojtěch Popel z Lobkowicz 1568–1628            |                                                           |                                                           |  |  |                                               |                                               |                                               |                                               |                                               |                                               |
|                                                                   |                                                                   |                                                                   |                                                                   |                                                                   |                                                                   |                                                   |                                                   |                                                                          |                                                                          |                                                                          |                                                                          |                                                                          |                                                                          |                                                 |                                                 |                                                                          |                                                                          |                                                                          |                                                                          |                                                                          |                                                                          |                                                       |                                                       |                                                             |                                                             |                                                             |                                                             |                                                             |                                                             |                                                       |                                                       |                                                             |                                                             |                                                             |                                                             |                                                             |                                                             |                                                     |                                                     |                                                               |                                                               |                                                               |                                                               |                                                               |                                                               |                                                            |                                                            |                                                            |                                                            |                                                          |                                                          |                                                          |                                                          |                                               |                                               |                                                                                                 |                                                                                                 |                                                                                                 |                                                                                                 |                                                                                                 |                                                                                                 |                                                |                                                |                                                           |                                                           |                                                           |                                                           |                                                           |                                                           |  |  |                                               |                                               |                                               |                                               |                                               |                                               |
|                                                                   |                                                                   |                                                                   |                                                                   |                                                                   |                                                                   |                                                   |                                                   |                                                                          |                                                                          |                                                                          |                                                                          |                                                                          |                                                                          |                                                 |                                                 |                                                                          |                                                                          |                                                                          |                                                                          |                                                                          |                                                                          |                                                       |                                                       |                                                             |                                                             |                                                             |                                                             |                                                             |                                                             |                                                       |                                                       |                                                             |                                                             |                                                             |                                                             |                                                             |                                                             |                                                     |                                                     |                                                               |                                                               |                                                               |                                                               |                                                               |                                                               |                                                            |                                                            |                                                            |                                                            |                                                          |                                                          |                                                          |                                                          |                                               |                                               |                                                                                                 |                                                                                                 |                                                                                                 |                                                                                                 |                                                                                                 |                                                                                                 |                                                |                                                |                                                           |                                                           |                                                           |                                                           |                                                           |                                                           |  |  |                                               |                                               |                                               |                                               |                                               |                                               |
| Lev Burian Berka z Dubé a Lipé † 1625 nebo 1626                   | Lev Burian Berka z Dubé a Lipé † 1625 nebo 1626                   | Lev Burian Berka z Dubé a Lipé † 1625 nebo 1626                   | Lev Burian Berka z Dubé a Lipé † 1625 nebo 1626                   | Lev Burian Berka z Dubé a Lipé † 1625 nebo 1626                   | Lev Burian Berka z Dubé a Lipé † 1625 nebo 1626                   |                                                   |                                                   | 1. Františka Hypolita z Fürstenbergu 1592–1642                           | 1. Františka Hypolita z Fürstenbergu 1592–1642                           | 1. Františka Hypolita z Fürstenbergu 1592–1642                           | 1. Františka Hypolita z Fürstenbergu 1592–1642                           | 1. Františka Hypolita z Fürstenbergu 1592–1642                           | 1. Františka Hypolita z Fürstenbergu 1592–1642                           |                                                 |                                                 | Kryštof II. z Fürstenbergu 1580–1614 BLUMBERGSKÁ LINIE                   | Kryštof II. z Fürstenbergu 1580–1614 BLUMBERGSKÁ LINIE                   | Kryštof II. z Fürstenbergu 1580–1614 BLUMBERGSKÁ LINIE                   | Kryštof II. z Fürstenbergu 1580–1614 BLUMBERGSKÁ LINIE                   | Kryštof II. z Fürstenbergu 1580–1614 BLUMBERGSKÁ LINIE                   | Kryštof II. z Fürstenbergu 1580–1614 BLUMBERGSKÁ LINIE                   |                                                       |                                                       | Barbora Holická ze Šternberka 1570–1633                     | Barbora Holická ze Šternberka 1570–1633                     | Barbora Holická ze Šternberka 1570–1633                     | Barbora Holická ze Šternberka 1570–1633                     | Barbora Holická ze Šternberka 1570–1633                     | Barbora Holická ze Šternberka 1570–1633                     |                                                       |                                                       | Anna Marie z Fürstenbergu 1587–1614                         | Anna Marie z Fürstenbergu 1587–1614                         | Anna Marie z Fürstenbergu 1587–1614                         | Anna Marie z Fürstenbergu 1587–1614                         | Anna Marie z Fürstenbergu 1587–1614                         | Anna Marie z Fürstenbergu 1587–1614                         |                                                     |                                                     | Václav Vilém Popel z Lobkowicz 1592–1621                      | Václav Vilém Popel z Lobkowicz 1592–1621                      | Václav Vilém Popel z Lobkowicz 1592–1621                      | Václav Vilém Popel z Lobkowicz 1592–1621                      | Václav Vilém Popel z Lobkowicz 1592–1621                      | Václav Vilém Popel z Lobkowicz 1592–1621                      |                                                            |                                                            | II. Kateřina Livie de la Vierda Tiera † 1627               | II. Kateřina Livie de la Vierda Tiera † 1627               | II. Kateřina Livie de la Vierda Tiera † 1627             | II. Kateřina Livie de la Vierda Tiera † 1627             | II. Kateřina Livie de la Vierda Tiera † 1627             | II. Kateřina Livie de la Vierda Tiera † 1627             |                                               |                                               | Vratislav I. z Fürstenbergu 1584–1631 MÖHRINGSKÁ LINIE                                          | Vratislav I. z Fürstenbergu 1584–1631 MÖHRINGSKÁ LINIE                                          | Vratislav I. z Fürstenbergu 1584–1631 MÖHRINGSKÁ LINIE                                          | Vratislav I. z Fürstenbergu 1584–1631 MÖHRINGSKÁ LINIE                                          | Vratislav I. z Fürstenbergu 1584–1631 MÖHRINGSKÁ LINIE                                          | Vratislav I. z Fürstenbergu 1584–1631 MÖHRINGSKÁ LINIE                                          |                                                |                                                | III. Lavinia Gonzaga † 1639                               | III. Lavinia Gonzaga † 1639                               | III. Lavinia Gonzaga † 1639                               | III. Lavinia Gonzaga † 1639                               | III. Lavinia Gonzaga † 1639                               | III. Lavinia Gonzaga † 1639                               |  |  |                                               |                                               |                                               |                                               |                                               |                                               |
| Lev Burian Berka z Dubé a Lipé † 1625 nebo 1626                   | Lev Burian Berka z Dubé a Lipé † 1625 nebo 1626                   | Lev Burian Berka z Dubé a Lipé † 1625 nebo 1626                   | Lev Burian Berka z Dubé a Lipé † 1625 nebo 1626                   | Lev Burian Berka z Dubé a Lipé † 1625 nebo 1626                   | Lev Burian Berka z Dubé a Lipé † 1625 nebo 1626                   |                                                   |                                                   | 1. Františka Hypolita z Fürstenbergu 1592–1642                           | 1. Františka Hypolita z Fürstenbergu 1592–1642                           | 1. Františka Hypolita z Fürstenbergu 1592–1642                           | 1. Františka Hypolita z Fürstenbergu 1592–1642                           | 1. Františka Hypolita z Fürstenbergu 1592–1642                           | 1. Františka Hypolita z Fürstenbergu 1592–1642                           |                                                 |                                                 | Kryštof II. z Fürstenbergu 1580–1614 BLUMBERGSKÁ LINIE                   | Kryštof II. z Fürstenbergu 1580–1614 BLUMBERGSKÁ LINIE                   | Kryštof II. z Fürstenbergu 1580–1614 BLUMBERGSKÁ LINIE                   | Kryštof II. z Fürstenbergu 1580–1614 BLUMBERGSKÁ LINIE                   | Kryštof II. z Fürstenbergu 1580–1614 BLUMBERGSKÁ LINIE                   | Kryštof II. z Fürstenbergu 1580–1614 BLUMBERGSKÁ LINIE                   |                                                       |                                                       | Barbora Holická ze Šternberka 1570–1633                     | Barbora Holická ze Šternberka 1570–1633                     | Barbora Holická ze Šternberka 1570–1633                     | Barbora Holická ze Šternberka 1570–1633                     | Barbora Holická ze Šternberka 1570–1633                     | Barbora Holická ze Šternberka 1570–1633                     |                                                       |                                                       | Anna Marie z Fürstenbergu 1587–1614                         | Anna Marie z Fürstenbergu 1587–1614                         | Anna Marie z Fürstenbergu 1587–1614                         | Anna Marie z Fürstenbergu 1587–1614                         | Anna Marie z Fürstenbergu 1587–1614                         | Anna Marie z Fürstenbergu 1587–1614                         |                                                     |                                                     | Václav Vilém Popel z Lobkowicz 1592–1621                      | Václav Vilém Popel z Lobkowicz 1592–1621                      | Václav Vilém Popel z Lobkowicz 1592–1621                      | Václav Vilém Popel z Lobkowicz 1592–1621                      | Václav Vilém Popel z Lobkowicz 1592–1621                      | Václav Vilém Popel z Lobkowicz 1592–1621                      |                                                            |                                                            | II. Kateřina Livie de la Vierda Tiera † 1627               | II. Kateřina Livie de la Vierda Tiera † 1627               | II. Kateřina Livie de la Vierda Tiera † 1627             | II. Kateřina Livie de la Vierda Tiera † 1627             | II. Kateřina Livie de la Vierda Tiera † 1627             | II. Kateřina Livie de la Vierda Tiera † 1627             |                                               |                                               | Vratislav I. z Fürstenbergu 1584–1631 MÖHRINGSKÁ LINIE                                          | Vratislav I. z Fürstenbergu 1584–1631 MÖHRINGSKÁ LINIE                                          | Vratislav I. z Fürstenbergu 1584–1631 MÖHRINGSKÁ LINIE                                          | Vratislav I. z Fürstenbergu 1584–1631 MÖHRINGSKÁ LINIE                                          | Vratislav I. z Fürstenbergu 1584–1631 MÖHRINGSKÁ LINIE                                          | Vratislav I. z Fürstenbergu 1584–1631 MÖHRINGSKÁ LINIE                                          |                                                |                                                | III. Lavinia Gonzaga † 1639                               | III. Lavinia Gonzaga † 1639                               | III. Lavinia Gonzaga † 1639                               | III. Lavinia Gonzaga † 1639                               | III. Lavinia Gonzaga † 1639                               | III. Lavinia Gonzaga † 1639                               |  |  |                                               |                                               |                                               |                                               |                                               |                                               |
|                                                                   |                                                                   |                                                                   |                                                                   |                                                                   |                                                                   |                                                   |                                                   |                                                                          |                                                                          |                                                                          |                                                                          |                                                                          |                                                                          |                                                 |                                                 |                                                                          |                                                                          |                                                                          |                                                                          |                                                                          |                                                                          |                                                       |                                                       |                                                             |                                                             |                                                             |                                                             |                                                             |                                                             |                                                       |                                                       |                                                             |                                                             |                                                             |                                                             |                                                             |                                                             |                                                     |                                                     |                                                               |                                                               |                                                               |                                                               |                                                               |                                                               |                                                            |                                                            |                                                            |                                                            |                                                          |                                                          |                                                          |                                                          |                                               |                                               |                                                                                                 |                                                                                                 |                                                                                                 |                                                                                                 |                                                                                                 |                                                                                                 |                                                |                                                |                                                           |                                                           |                                                           |                                                           |                                                           |                                                           |  |  |                                               |                                               |                                               |                                               |                                               |                                               |
|                                                                   |                                                                   |                                                                   |                                                                   |                                                                   |                                                                   |                                                   |                                                   |                                                                          |                                                                          |                                                                          |                                                                          |                                                                          |                                                                          |                                                 |                                                 |                                                                          |                                                                          |                                                                          |                                                                          |                                                                          |                                                                          |                                                       |                                                       |                                                             |                                                             |                                                             |                                                             |                                                             |                                                             |                                                       |                                                       |                                                             |                                                             |                                                             |                                                             |                                                             |                                                             |                                                     |                                                     |                                                               |                                                               |                                                               |                                                               |                                                               |                                                               |                                                            |                                                            |                                                            |                                                            |                                                          |                                                          |                                                          |                                                          |                                               |                                               |                                                                                                 |                                                                                                 |                                                                                                 |                                                                                                 |                                                                                                 |                                                                                                 |                                                |                                                |                                                           |                                                           |                                                           |                                                           |                                                           |                                                           |  |  |                                               |                                               |                                               |                                               |                                               |                                               |
| I. Johanna Eleonora z Helfenstein-Gundelfingenu † 1629            | I. Johanna Eleonora z Helfenstein-Gundelfingenu † 1629            | I. Johanna Eleonora z Helfenstein-Gundelfingenu † 1629            | I. Johanna Eleonora z Helfenstein-Gundelfingenu † 1629            | I. Johanna Eleonora z Helfenstein-Gundelfingenu † 1629            | I. Johanna Eleonora z Helfenstein-Gundelfingenu † 1629            |                                                   |                                                   | Vratislav II. z Fürstenbergu 1600–1642 MÖSSKIRCHSKÁ LINIE                | Vratislav II. z Fürstenbergu 1600–1642 MÖSSKIRCHSKÁ LINIE                | Vratislav II. z Fürstenbergu 1600–1642 MÖSSKIRCHSKÁ LINIE                | Vratislav II. z Fürstenbergu 1600–1642 MÖSSKIRCHSKÁ LINIE                | Vratislav II. z Fürstenbergu 1600–1642 MÖSSKIRCHSKÁ LINIE                | Vratislav II. z Fürstenbergu 1600–1642 MÖSSKIRCHSKÁ LINIE                |                                                 |                                                 | II. Františka Karolína z Helfenstein-Wiesensteigu † 1641                 | II. Františka Karolína z Helfenstein-Wiesensteigu † 1641                 | II. Františka Karolína z Helfenstein-Wiesensteigu † 1641                 | II. Františka Karolína z Helfenstein-Wiesensteigu † 1641                 | II. Františka Karolína z Helfenstein-Wiesensteigu † 1641                 | II. Františka Karolína z Helfenstein-Wiesensteigu † 1641                 |                                                       |                                                       | I. Marie Maximiliána z Pappenheimu † 1635                   | I. Marie Maximiliána z Pappenheimu † 1635                   | I. Marie Maximiliána z Pappenheimu † 1635                   | I. Marie Maximiliána z Pappenheimu † 1635                   | I. Marie Maximiliána z Pappenheimu † 1635                   | I. Marie Maximiliána z Pappenheimu † 1635                   |                                                       |                                                       | Bedřich Rudolf z Fürstenbergu 1602–1655 STÜHLINGENSKÁ LINIE | Bedřich Rudolf z Fürstenbergu 1602–1655 STÜHLINGENSKÁ LINIE | Bedřich Rudolf z Fürstenbergu 1602–1655 STÜHLINGENSKÁ LINIE | Bedřich Rudolf z Fürstenbergu 1602–1655 STÜHLINGENSKÁ LINIE | Bedřich Rudolf z Fürstenbergu 1602–1655 STÜHLINGENSKÁ LINIE | Bedřich Rudolf z Fürstenbergu 1602–1655 STÜHLINGENSKÁ LINIE |                                                     |                                                     | II. Anna Magdalena z Hanau-Lichtenbergu 1600–1673             | II. Anna Magdalena z Hanau-Lichtenbergu 1600–1673             | II. Anna Magdalena z Hanau-Lichtenbergu 1600–1673             | II. Anna Magdalena z Hanau-Lichtenbergu 1600–1673             | II. Anna Magdalena z Hanau-Lichtenbergu 1600–1673             | II. Anna Magdalena z Hanau-Lichtenbergu 1600–1673             |                                                            |                                                            | I. Kristián Ilow † 1634                                    | I. Kristián Ilow † 1634                                    | I. Kristián Ilow † 1634                                  | I. Kristián Ilow † 1634                                  | I. Kristián Ilow † 1634                                  | I. Kristián Ilow † 1634                                  |                                               |                                               | Anna Albertina z Fürstenbergu † 1673                                                            | Anna Albertina z Fürstenbergu † 1673                                                            | Anna Albertina z Fürstenbergu † 1673                                                            | Anna Albertina z Fürstenbergu † 1673                                                            | Anna Albertina z Fürstenbergu † 1673                                                            | Anna Albertina z Fürstenbergu † 1673                                                            |                                                |                                                | III. Šebestián Jan z Říčan                                | III. Šebestián Jan z Říčan                                | III. Šebestián Jan z Říčan                                | III. Šebestián Jan z Říčan                                | III. Šebestián Jan z Říčan                                | III. Šebestián Jan z Říčan                                |  |  |                                               |                                               |                                               |                                               |                                               |                                               |
| I. Johanna Eleonora z Helfenstein-Gundelfingenu † 1629            | I. Johanna Eleonora z Helfenstein-Gundelfingenu † 1629            | I. Johanna Eleonora z Helfenstein-Gundelfingenu † 1629            | I. Johanna Eleonora z Helfenstein-Gundelfingenu † 1629            | I. Johanna Eleonora z Helfenstein-Gundelfingenu † 1629            | I. Johanna Eleonora z Helfenstein-Gundelfingenu † 1629            |                                                   |                                                   | Vratislav II. z Fürstenbergu 1600–1642 MÖSSKIRCHSKÁ LINIE                | Vratislav II. z Fürstenbergu 1600–1642 MÖSSKIRCHSKÁ LINIE                | Vratislav II. z Fürstenbergu 1600–1642 MÖSSKIRCHSKÁ LINIE                | Vratislav II. z Fürstenbergu 1600–1642 MÖSSKIRCHSKÁ LINIE                | Vratislav II. z Fürstenbergu 1600–1642 MÖSSKIRCHSKÁ LINIE                | Vratislav II. z Fürstenbergu 1600–1642 MÖSSKIRCHSKÁ LINIE                |                                                 |                                                 | II. Františka Karolína z Helfenstein-Wiesensteigu † 1641                 | II. Františka Karolína z Helfenstein-Wiesensteigu † 1641                 | II. Františka Karolína z Helfenstein-Wiesensteigu † 1641                 | II. Františka Karolína z Helfenstein-Wiesensteigu † 1641                 | II. Františka Karolína z Helfenstein-Wiesensteigu † 1641                 | II. Františka Karolína z Helfenstein-Wiesensteigu † 1641                 |                                                       |                                                       | I. Marie Maximiliána z Pappenheimu † 1635                   | I. Marie Maximiliána z Pappenheimu † 1635                   | I. Marie Maximiliána z Pappenheimu † 1635                   | I. Marie Maximiliána z Pappenheimu † 1635                   | I. Marie Maximiliána z Pappenheimu † 1635                   | I. Marie Maximiliána z Pappenheimu † 1635                   |                                                       |                                                       | Bedřich Rudolf z Fürstenbergu 1602–1655 STÜHLINGENSKÁ LINIE | Bedřich Rudolf z Fürstenbergu 1602–1655 STÜHLINGENSKÁ LINIE | Bedřich Rudolf z Fürstenbergu 1602–1655 STÜHLINGENSKÁ LINIE | Bedřich Rudolf z Fürstenbergu 1602–1655 STÜHLINGENSKÁ LINIE | Bedřich Rudolf z Fürstenbergu 1602–1655 STÜHLINGENSKÁ LINIE | Bedřich Rudolf z Fürstenbergu 1602–1655 STÜHLINGENSKÁ LINIE |                                                     |                                                     | II. Anna Magdalena z Hanau-Lichtenbergu 1600–1673             | II. Anna Magdalena z Hanau-Lichtenbergu 1600–1673             | II. Anna Magdalena z Hanau-Lichtenbergu 1600–1673             | II. Anna Magdalena z Hanau-Lichtenbergu 1600–1673             | II. Anna Magdalena z Hanau-Lichtenbergu 1600–1673             | II. Anna Magdalena z Hanau-Lichtenbergu 1600–1673             |                                                            |                                                            | I. Kristián Ilow † 1634                                    | I. Kristián Ilow † 1634                                    | I. Kristián Ilow † 1634                                  | I. Kristián Ilow † 1634                                  | I. Kristián Ilow † 1634                                  | I. Kristián Ilow † 1634                                  |                                               |                                               | Anna Albertina z Fürstenbergu † 1673                                                            | Anna Albertina z Fürstenbergu † 1673                                                            | Anna Albertina z Fürstenbergu † 1673                                                            | Anna Albertina z Fürstenbergu † 1673                                                            | Anna Albertina z Fürstenbergu † 1673                                                            | Anna Albertina z Fürstenbergu † 1673                                                            |                                                |                                                | III. Šebestián Jan z Říčan                                | III. Šebestián Jan z Říčan                                | III. Šebestián Jan z Říčan                                | III. Šebestián Jan z Říčan                                | III. Šebestián Jan z Říčan                                | III. Šebestián Jan z Říčan                                |  |  |                                               |                                               |                                               |                                               |                                               |                                               |
|                                                                   |                                                                   |                                                                   |                                                                   |                                                                   |                                                                   |                                                   |                                                   |                                                                          |                                                                          |                                                                          |                                                                          |                                                                          |                                                                          |                                                 |                                                 |                                                                          |                                                                          |                                                                          |                                                                          |                                                                          |                                                                          |                                                       |                                                       |                                                             |                                                             |                                                             |                                                             |                                                             |                                                             |                                                       |                                                       |                                                             |                                                             |                                                             |                                                             |                                                             |                                                             |                                                     |                                                     |                                                               |                                                               |                                                               |                                                               |                                                               |                                                               |                                                            |                                                            |                                                            |                                                            |                                                          |                                                          |                                                          |                                                          |                                               |                                               |                                                                                                 |                                                                                                 |                                                                                                 |                                                                                                 |                                                                                                 |                                                                                                 |                                                |                                                |                                                           |                                                           |                                                           |                                                           |                                                           |                                                           |  |  |                                               |                                               |                                               |                                               |                                               |                                               |
|                                                                   |                                                                   |                                                                   |                                                                   |                                                                   |                                                                   |                                                   |                                                   |                                                                          |                                                                          |                                                                          |                                                                          |                                                                          |                                                                          |                                                 |                                                 |                                                                          |                                                                          |                                                                          |                                                                          |                                                                          |                                                                          |                                                       |                                                       |                                                             |                                                             |                                                             |                                                             |                                                             |                                                             |                                                       |                                                       |                                                             |                                                             |                                                             |                                                             |                                                             |                                                             |                                                     |                                                     |                                                               |                                                               |                                                               |                                                               |                                                               |                                                               |                                                            |                                                            |                                                            |                                                            |                                                          |                                                          |                                                          |                                                          |                                               |                                               |                                                                                                 |                                                                                                 |                                                                                                 |                                                                                                 |                                                                                                 |                                                                                                 |                                                |                                                |                                                           |                                                           |                                                           |                                                           |                                                           |                                                           |  |  |                                               |                                               |                                               |                                               |                                               |                                               |
|                                                                   |                                                                   |                                                                   |                                                                   |                                                                   |                                                                   |                                                   |                                                   |                                                                          |                                                                          |                                                                          |                                                                          |                                                                          |                                                                          |                                                 |                                                 |                                                                          |                                                                          |                                                                          |                                                                          | Marie Magdalena z Bernhausen † 1702                                      | Marie Magdalena z Bernhausen † 1702                                      | Marie Magdalena z Bernhausen † 1702                   | Marie Magdalena z Bernhausen † 1702                   | Marie Magdalena z Bernhausen † 1702                         | Marie Magdalena z Bernhausen † 1702                         |                                                             |                                                             | Maxmilián František z Fürstenbergu 1634–1681                | Maxmilián František z Fürstenbergu 1634–1681                | Maxmilián František z Fürstenbergu 1634–1681          | Maxmilián František z Fürstenbergu 1634–1681          | Maxmilián František z Fürstenbergu 1634–1681                | Maxmilián František z Fürstenbergu 1634–1681                |                                                             |                                                             | Marie Františka z Fürstenberg-Stühlingenu 1638–1680         | Marie Františka z Fürstenberg-Stühlingenu 1638–1680         | Marie Františka z Fürstenberg-Stühlingenu 1638–1680 | Marie Františka z Fürstenberg-Stühlingenu 1638–1680 | Marie Františka z Fürstenberg-Stühlingenu 1638–1680           | Marie Františka z Fürstenberg-Stühlingenu 1638–1680           |                                                               |                                                               | Heřman Egon z Fürstenberg-Heiligenbergu 1627–1674 1. kníže    | Heřman Egon z Fürstenberg-Heiligenbergu 1627–1674 1. kníže    | Heřman Egon z Fürstenberg-Heiligenbergu 1627–1674 1. kníže | Heřman Egon z Fürstenberg-Heiligenbergu 1627–1674 1. kníže | Heřman Egon z Fürstenberg-Heiligenbergu 1627–1674 1. kníže | Heřman Egon z Fürstenberg-Heiligenbergu 1627–1674 1. kníže |                                                          |                                                          |                                                          |                                                          |                                               |                                               |                                                                                                 |                                                                                                 |                                                                                                 |                                                                                                 |                                                                                                 |                                                                                                 |                                                |                                                |                                                           |                                                           |                                                           |                                                           |                                                           |                                                           |  |  |                                               |                                               |                                               |                                               |                                               |                                               |
|                                                                   |                                                                   |                                                                   |                                                                   |                                                                   |                                                                   |                                                   |                                                   |                                                                          |                                                                          |                                                                          |                                                                          |                                                                          |                                                                          |                                                 |                                                 |                                                                          |                                                                          |                                                                          |                                                                          | Marie Magdalena z Bernhausen † 1702                                      | Marie Magdalena z Bernhausen † 1702                                      | Marie Magdalena z Bernhausen † 1702                   | Marie Magdalena z Bernhausen † 1702                   | Marie Magdalena z Bernhausen † 1702                         | Marie Magdalena z Bernhausen † 1702                         |                                                             |                                                             | Maxmilián František z Fürstenbergu 1634–1681                | Maxmilián František z Fürstenbergu 1634–1681                | Maxmilián František z Fürstenbergu 1634–1681          | Maxmilián František z Fürstenbergu 1634–1681          | Maxmilián František z Fürstenbergu 1634–1681                | Maxmilián František z Fürstenbergu 1634–1681                |                                                             |                                                             | Marie Františka z Fürstenberg-Stühlingenu 1638–1680         | Marie Františka z Fürstenberg-Stühlingenu 1638–1680         | Marie Františka z Fürstenberg-Stühlingenu 1638–1680 | Marie Františka z Fürstenberg-Stühlingenu 1638–1680 | Marie Františka z Fürstenberg-Stühlingenu 1638–1680           | Marie Františka z Fürstenberg-Stühlingenu 1638–1680           |                                                               |                                                               | Heřman Egon z Fürstenberg-Heiligenbergu 1627–1674 1. kníže    | Heřman Egon z Fürstenberg-Heiligenbergu 1627–1674 1. kníže    | Heřman Egon z Fürstenberg-Heiligenbergu 1627–1674 1. kníže | Heřman Egon z Fürstenberg-Heiligenbergu 1627–1674 1. kníže | Heřman Egon z Fürstenberg-Heiligenbergu 1627–1674 1. kníže | Heřman Egon z Fürstenberg-Heiligenbergu 1627–1674 1. kníže |                                                          |                                                          |                                                          |                                                          |                                               |                                               |                                                                                                 |                                                                                                 |                                                                                                 |                                                                                                 |                                                                                                 |                                                                                                 |                                                |                                                |                                                           |                                                           |                                                           |                                                           |                                                           |                                                           |  |  |                                               |                                               |                                               |                                               |                                               |                                               |
|                                                                   |                                                                   |                                                                   |                                                                   |                                                                   |                                                                   |                                                   |                                                   |                                                                          |                                                                          |                                                                          |                                                                          |                                                                          |                                                                          |                                                 |                                                 |                                                                          |                                                                          |                                                                          |                                                                          |                                                                          |                                                                          |                                                       |                                                       |                                                             |                                                             |                                                             |                                                             |                                                             |                                                             |                                                       |                                                       |                                                             |                                                             |                                                             |                                                             |                                                             |                                                             |                                                     |                                                     |                                                               |                                                               |                                                               |                                                               |                                                               |                                                               |                                                            |                                                            |                                                            |                                                            |                                                          |                                                          |                                                          |                                                          |                                               |                                               |                                                                                                 |                                                                                                 |                                                                                                 |                                                                                                 |                                                                                                 |                                                                                                 |                                                |                                                |                                                           |                                                           |                                                           |                                                           |                                                           |                                                           |  |  |                                               |                                               |                                               |                                               |                                               |                                               |
|                                                                   |                                                                   |                                                                   |                                                                   |                                                                   |                                                                   |                                                   |                                                   |                                                                          |                                                                          |                                                                          |                                                                          |                                                                          |                                                                          |                                                 |                                                 |                                                                          |                                                                          |                                                                          |                                                                          |                                                                          |                                                                          |                                                       |                                                       |                                                             |                                                             |                                                             |                                                             |                                                             |                                                             |                                                       |                                                       |                                                             |                                                             |                                                             |                                                             |                                                             |                                                             |                                                     |                                                     |                                                               |                                                               |                                                               |                                                               |                                                               |                                                               |                                                            |                                                            |                                                            |                                                            |                                                          |                                                          |                                                          |                                                          |                                               |                                               |                                                                                                 |                                                                                                 |                                                                                                 |                                                                                                 |                                                                                                 |                                                                                                 |                                                |                                                |                                                           |                                                           |                                                           |                                                           |                                                           |                                                           |  |  |                                               |                                               |                                               |                                               |                                               |                                               |
|                                                                   |                                                                   |                                                                   |                                                                   |                                                                   |                                                                   |                                                   |                                                   |                                                                          |                                                                          |                                                                          |                                                                          | Antonín Maria Bedřich z Fürstenbergu 1661–1724                           | Antonín Maria Bedřich z Fürstenbergu 1661–1724                           | Antonín Maria Bedřich z Fürstenbergu 1661–1724  | Antonín Maria Bedřich z Fürstenbergu 1661–1724  | Antonín Maria Bedřich z Fürstenbergu 1661–1724                           | Antonín Maria Bedřich z Fürstenbergu 1661–1724                           |                                                                          |                                                                          | Žofie z Königsegg-Rothenfelsu 1674–1727                                  | Žofie z Königsegg-Rothenfelsu 1674–1727                                  | Žofie z Königsegg-Rothenfelsu 1674–1727               | Žofie z Königsegg-Rothenfelsu 1674–1727               | Žofie z Königsegg-Rothenfelsu 1674–1727                     | Žofie z Königsegg-Rothenfelsu 1674–1727                     |                                                             |                                                             | Prosper Ferdinand z Fürstenberg-Stühlingenu 1662–1704       | Prosper Ferdinand z Fürstenberg-Stühlingenu 1662–1704       | Prosper Ferdinand z Fürstenberg-Stühlingenu 1662–1704 | Prosper Ferdinand z Fürstenberg-Stühlingenu 1662–1704 | Prosper Ferdinand z Fürstenberg-Stühlingenu 1662–1704       | Prosper Ferdinand z Fürstenberg-Stühlingenu 1662–1704       |                                                             |                                                             | Leopold Maria z Fürstenbergu 1666–1689                      | Leopold Maria z Fürstenbergu 1666–1689                      | Leopold Maria z Fürstenbergu 1666–1689              | Leopold Maria z Fürstenbergu 1666–1689              | Leopold Maria z Fürstenbergu 1666–1689                        | Leopold Maria z Fürstenbergu 1666–1689                        |                                                               |                                                               | Izabela Magdalena z Fürstenbergu 1658–1719                    | Izabela Magdalena z Fürstenbergu 1658–1719                    | Izabela Magdalena z Fürstenbergu 1658–1719                 | Izabela Magdalena z Fürstenbergu 1658–1719                 | Izabela Magdalena z Fürstenbergu 1658–1719                 | Izabela Magdalena z Fürstenbergu 1658–1719                 |                                                          |                                                          | Jan Weikhard Michael ze Sinzendorfu 1656–1715            | Jan Weikhard Michael ze Sinzendorfu 1656–1715            | Jan Weikhard Michael ze Sinzendorfu 1656–1715 | Jan Weikhard Michael ze Sinzendorfu 1656–1715 | Jan Weikhard Michael ze Sinzendorfu 1656–1715                                                   | Jan Weikhard Michael ze Sinzendorfu 1656–1715                                                   |                                                                                                 |                                                                                                 |                                                                                                 |                                                                                                 |                                                |                                                |                                                           |                                                           |                                                           |                                                           |                                                           |                                                           |  |  |                                               |                                               |                                               |                                               |                                               |                                               |
|                                                                   |                                                                   |                                                                   |                                                                   |                                                                   |                                                                   |                                                   |                                                   |                                                                          |                                                                          |                                                                          |                                                                          | Antonín Maria Bedřich z Fürstenbergu 1661–1724                           | Antonín Maria Bedřich z Fürstenbergu 1661–1724                           | Antonín Maria Bedřich z Fürstenbergu 1661–1724  | Antonín Maria Bedřich z Fürstenbergu 1661–1724  | Antonín Maria Bedřich z Fürstenbergu 1661–1724                           | Antonín Maria Bedřich z Fürstenbergu 1661–1724                           |                                                                          |                                                                          | Žofie z Königsegg-Rothenfelsu 1674–1727                                  | Žofie z Königsegg-Rothenfelsu 1674–1727                                  | Žofie z Königsegg-Rothenfelsu 1674–1727               | Žofie z Königsegg-Rothenfelsu 1674–1727               | Žofie z Königsegg-Rothenfelsu 1674–1727                     | Žofie z Königsegg-Rothenfelsu 1674–1727                     |                                                             |                                                             | Prosper Ferdinand z Fürstenberg-Stühlingenu 1662–1704       | Prosper Ferdinand z Fürstenberg-Stühlingenu 1662–1704       | Prosper Ferdinand z Fürstenberg-Stühlingenu 1662–1704 | Prosper Ferdinand z Fürstenberg-Stühlingenu 1662–1704 | Prosper Ferdinand z Fürstenberg-Stühlingenu 1662–1704       | Prosper Ferdinand z Fürstenberg-Stühlingenu 1662–1704       |                                                             |                                                             | Leopold Maria z Fürstenbergu 1666–1689                      | Leopold Maria z Fürstenbergu 1666–1689                      | Leopold Maria z Fürstenbergu 1666–1689              | Leopold Maria z Fürstenbergu 1666–1689              | Leopold Maria z Fürstenbergu 1666–1689                        | Leopold Maria z Fürstenbergu 1666–1689                        |                                                               |                                                               | Izabela Magdalena z Fürstenbergu 1658–1719                    | Izabela Magdalena z Fürstenbergu 1658–1719                    | Izabela Magdalena z Fürstenbergu 1658–1719                 | Izabela Magdalena z Fürstenbergu 1658–1719                 | Izabela Magdalena z Fürstenbergu 1658–1719                 | Izabela Magdalena z Fürstenbergu 1658–1719                 |                                                          |                                                          | Jan Weikhard Michael ze Sinzendorfu 1656–1715            | Jan Weikhard Michael ze Sinzendorfu 1656–1715            | Jan Weikhard Michael ze Sinzendorfu 1656–1715 | Jan Weikhard Michael ze Sinzendorfu 1656–1715 | Jan Weikhard Michael ze Sinzendorfu 1656–1715                                                   | Jan Weikhard Michael ze Sinzendorfu 1656–1715                                                   |                                                                                                 |                                                                                                 |                                                                                                 |                                                                                                 |                                                |                                                |                                                           |                                                           |                                                           |                                                           |                                                           |                                                           |  |  |                                               |                                               |                                               |                                               |                                               |                                               |
|                                                                   |                                                                   |                                                                   |                                                                   |                                                                   |                                                                   |                                                   |                                                   |                                                                          |                                                                          |                                                                          |                                                                          |                                                                          |                                                                          |                                                 |                                                 |                                                                          |                                                                          |                                                                          |                                                                          |                                                                          |                                                                          |                                                       |                                                       |                                                             |                                                             |                                                             |                                                             |                                                             |                                                             |                                                       |                                                       |                                                             |                                                             |                                                             |                                                             |                                                             |                                                             |                                                     |                                                     |                                                               |                                                               |                                                               |                                                               |                                                               |                                                               |                                                            |                                                            |                                                            |                                                            |                                                          |                                                          |                                                          |                                                          |                                               |                                               |                                                                                                 |                                                                                                 |                                                                                                 |                                                                                                 |                                                                                                 |                                                                                                 |                                                |                                                |                                                           |                                                           |                                                           |                                                           |                                                           |                                                           |  |  |                                               |                                               |                                               |                                               |                                               |                                               |
|                                                                   |                                                                   |                                                                   |                                                                   |                                                                   |                                                                   |                                                   |                                                   |                                                                          |                                                                          |                                                                          |                                                                          |                                                                          |                                                                          |                                                 |                                                 |                                                                          |                                                                          |                                                                          |                                                                          |                                                                          |                                                                          |                                                       |                                                       |                                                             |                                                             |                                                             |                                                             |                                                             |                                                             |                                                       |                                                       |                                                             |                                                             |                                                             |                                                             |                                                             |                                                             |                                                     |                                                     |                                                               |                                                               |                                                               |                                                               |                                                               |                                                               |                                                            |                                                            |                                                            |                                                            |                                                          |                                                          |                                                          |                                                          |                                               |                                               |                                                                                                 |                                                                                                 |                                                                                                 |                                                                                                 |                                                                                                 |                                                                                                 |                                                |                                                |                                                           |                                                           |                                                           |                                                           |                                                           |                                                           |  |  |                                               |                                               |                                               |                                               |                                               |                                               |
| Marie Anna Josefa Fuggerová z Kirchbergu a Weissenhornu 1719–1784 | Marie Anna Josefa Fuggerová z Kirchbergu a Weissenhornu 1719–1784 | Marie Anna Josefa Fuggerová z Kirchbergu a Weissenhornu 1719–1784 | Marie Anna Josefa Fuggerová z Kirchbergu a Weissenhornu 1719–1784 | Marie Anna Josefa Fuggerová z Kirchbergu a Weissenhornu 1719–1784 | Marie Anna Josefa Fuggerová z Kirchbergu a Weissenhornu 1719–1784 |                                                   |                                                   | Ludvík Vilém z Fürstenbergu 1705–1759 LANKRABĚCÍ LINIE (TERCIO-GENITURA) | Ludvík Vilém z Fürstenbergu 1705–1759 LANKRABĚCÍ LINIE (TERCIO-GENITURA) | Ludvík Vilém z Fürstenbergu 1705–1759 LANKRABĚCÍ LINIE (TERCIO-GENITURA) | Ludvík Vilém z Fürstenbergu 1705–1759 LANKRABĚCÍ LINIE (TERCIO-GENITURA) | Ludvík Vilém z Fürstenbergu 1705–1759 LANKRABĚCÍ LINIE (TERCIO-GENITURA) | Ludvík Vilém z Fürstenbergu 1705–1759 LANKRABĚCÍ LINIE (TERCIO-GENITURA) |                                                 |                                                 | I. Marie Anna z Waldsteinu 1707–1756                                     | I. Marie Anna z Waldsteinu 1707–1756                                     | I. Marie Anna z Waldsteinu 1707–1756                                     | I. Marie Anna z Waldsteinu 1707–1756                                     | I. Marie Anna z Waldsteinu 1707–1756                                     | I. Marie Anna z Waldsteinu 1707–1756                                     |                                                       |                                                       | Josef Vilém z Fürstenbergu 1699–1762 5. kníže KNÍŽECÍ LINIE | Josef Vilém z Fürstenbergu 1699–1762 5. kníže KNÍŽECÍ LINIE | Josef Vilém z Fürstenbergu 1699–1762 5. kníže KNÍŽECÍ LINIE | Josef Vilém z Fürstenbergu 1699–1762 5. kníže KNÍŽECÍ LINIE | Josef Vilém z Fürstenbergu 1699–1762 5. kníže KNÍŽECÍ LINIE | Josef Vilém z Fürstenbergu 1699–1762 5. kníže KNÍŽECÍ LINIE |                                                       |                                                       | II. Marie Anna von der Wahl 1736–1808                       | II. Marie Anna von der Wahl 1736–1808                       | II. Marie Anna von der Wahl 1736–1808                       | II. Marie Anna von der Wahl 1736–1808                       | II. Marie Anna von der Wahl 1736–1808                       | II. Marie Anna von der Wahl 1736–1808                       |                                                     |                                                     | Marie Augusta z Fürstenbergu 1695–1770                        | Marie Augusta z Fürstenbergu 1695–1770                        | Marie Augusta z Fürstenbergu 1695–1770                        | Marie Augusta z Fürstenbergu 1695–1770                        | Marie Augusta z Fürstenbergu 1695–1770                        | Marie Augusta z Fürstenbergu 1695–1770                        |                                                            |                                                            | Václav Albrecht Bruntálský z Vrbna 1659–1732               | Václav Albrecht Bruntálský z Vrbna 1659–1732               | Václav Albrecht Bruntálský z Vrbna 1659–1732             | Václav Albrecht Bruntálský z Vrbna 1659–1732             | Václav Albrecht Bruntálský z Vrbna 1659–1732             | Václav Albrecht Bruntálský z Vrbna 1659–1732             |                                               |                                               | Marie Alžběta z Fürstenbergu 1703–1767                                                          | Marie Alžběta z Fürstenbergu 1703–1767                                                          | Marie Alžběta z Fürstenbergu 1703–1767                                                          | Marie Alžběta z Fürstenbergu 1703–1767                                                          | Marie Alžběta z Fürstenbergu 1703–1767                                                          | Marie Alžběta z Fürstenbergu 1703–1767                                                          |                                                |                                                | František Arnošt z Waldsteinu 1705–1748                   | František Arnošt z Waldsteinu 1705–1748                   | František Arnošt z Waldsteinu 1705–1748                   | František Arnošt z Waldsteinu 1705–1748                   | František Arnošt z Waldsteinu 1705–1748                   | František Arnošt z Waldsteinu 1705–1748                   |  |  |                                               |                                               |                                               |                                               |                                               |                                               |
| Marie Anna Josefa Fuggerová z Kirchbergu a Weissenhornu 1719–1784 | Marie Anna Josefa Fuggerová z Kirchbergu a Weissenhornu 1719–1784 | Marie Anna Josefa Fuggerová z Kirchbergu a Weissenhornu 1719–1784 | Marie Anna Josefa Fuggerová z Kirchbergu a Weissenhornu 1719–1784 | Marie Anna Josefa Fuggerová z Kirchbergu a Weissenhornu 1719–1784 | Marie Anna Josefa Fuggerová z Kirchbergu a Weissenhornu 1719–1784 |                                                   |                                                   | Ludvík Vilém z Fürstenbergu 1705–1759 LANKRABĚCÍ LINIE (TERCIO-GENITURA) | Ludvík Vilém z Fürstenbergu 1705–1759 LANKRABĚCÍ LINIE (TERCIO-GENITURA) | Ludvík Vilém z Fürstenbergu 1705–1759 LANKRABĚCÍ LINIE (TERCIO-GENITURA) | Ludvík Vilém z Fürstenbergu 1705–1759 LANKRABĚCÍ LINIE (TERCIO-GENITURA) | Ludvík Vilém z Fürstenbergu 1705–1759 LANKRABĚCÍ LINIE (TERCIO-GENITURA) | Ludvík Vilém z Fürstenbergu 1705–1759 LANKRABĚCÍ LINIE (TERCIO-GENITURA) |                                                 |                                                 | I. Marie Anna z Waldsteinu 1707–1756                                     | I. Marie Anna z Waldsteinu 1707–1756                                     | I. Marie Anna z Waldsteinu 1707–1756                                     | I. Marie Anna z Waldsteinu 1707–1756                                     | I. Marie Anna z Waldsteinu 1707–1756                                     | I. Marie Anna z Waldsteinu 1707–1756                                     |                                                       |                                                       | Josef Vilém z Fürstenbergu 1699–1762 5. kníže KNÍŽECÍ LINIE | Josef Vilém z Fürstenbergu 1699–1762 5. kníže KNÍŽECÍ LINIE | Josef Vilém z Fürstenbergu 1699–1762 5. kníže KNÍŽECÍ LINIE | Josef Vilém z Fürstenbergu 1699–1762 5. kníže KNÍŽECÍ LINIE | Josef Vilém z Fürstenbergu 1699–1762 5. kníže KNÍŽECÍ LINIE | Josef Vilém z Fürstenbergu 1699–1762 5. kníže KNÍŽECÍ LINIE |                                                       |                                                       | II. Marie Anna von der Wahl 1736–1808                       | II. Marie Anna von der Wahl 1736–1808                       | II. Marie Anna von der Wahl 1736–1808                       | II. Marie Anna von der Wahl 1736–1808                       | II. Marie Anna von der Wahl 1736–1808                       | II. Marie Anna von der Wahl 1736–1808                       |                                                     |                                                     | Marie Augusta z Fürstenbergu 1695–1770                        | Marie Augusta z Fürstenbergu 1695–1770                        | Marie Augusta z Fürstenbergu 1695–1770                        | Marie Augusta z Fürstenbergu 1695–1770                        | Marie Augusta z Fürstenbergu 1695–1770                        | Marie Augusta z Fürstenbergu 1695–1770                        |                                                            |                                                            | Václav Albrecht Bruntálský z Vrbna 1659–1732               | Václav Albrecht Bruntálský z Vrbna 1659–1732               | Václav Albrecht Bruntálský z Vrbna 1659–1732             | Václav Albrecht Bruntálský z Vrbna 1659–1732             | Václav Albrecht Bruntálský z Vrbna 1659–1732             | Václav Albrecht Bruntálský z Vrbna 1659–1732             |                                               |                                               | Marie Alžběta z Fürstenbergu 1703–1767                                                          | Marie Alžběta z Fürstenbergu 1703–1767                                                          | Marie Alžběta z Fürstenbergu 1703–1767                                                          | Marie Alžběta z Fürstenbergu 1703–1767                                                          | Marie Alžběta z Fürstenbergu 1703–1767                                                          | Marie Alžběta z Fürstenbergu 1703–1767                                                          |                                                |                                                | František Arnošt z Waldsteinu 1705–1748                   | František Arnošt z Waldsteinu 1705–1748                   | František Arnošt z Waldsteinu 1705–1748                   | František Arnošt z Waldsteinu 1705–1748                   | František Arnošt z Waldsteinu 1705–1748                   | František Arnošt z Waldsteinu 1705–1748                   |  |  |                                               |                                               |                                               |                                               |                                               |                                               |
|                                                                   |                                                                   |                                                                   |                                                                   |                                                                   |                                                                   |                                                   |                                                   |                                                                          |                                                                          |                                                                          |                                                                          |                                                                          |                                                                          |                                                 |                                                 |                                                                          |                                                                          |                                                                          |                                                                          |                                                                          |                                                                          |                                                       |                                                       |                                                             |                                                             |                                                             |                                                             |                                                             |                                                             |                                                       |                                                       |                                                             |                                                             |                                                             |                                                             |                                                             |                                                             |                                                     |                                                     |                                                               |                                                               |                                                               |                                                               |                                                               |                                                               |                                                            |                                                            |                                                            |                                                            |                                                          |                                                          |                                                          |                                                          |                                               |                                               |                                                                                                 |                                                                                                 |                                                                                                 |                                                                                                 |                                                                                                 |                                                                                                 |                                                |                                                |                                                           |                                                           |                                                           |                                                           |                                                           |                                                           |  |  |                                               |                                               |                                               |                                               |                                               |                                               |
|                                                                   |                                                                   |                                                                   |                                                                   |                                                                   |                                                                   |                                                   |                                                   |                                                                          |                                                                          |                                                                          |                                                                          |                                                                          |                                                                          |                                                 |                                                 |                                                                          |                                                                          |                                                                          |                                                                          |                                                                          |                                                                          |                                                       |                                                       |                                                             |                                                             |                                                             |                                                             |                                                             |                                                             |                                                       |                                                       |                                                             |                                                             |                                                             |                                                             |                                                             |                                                             |                                                     |                                                     |                                                               |                                                               |                                                               |                                                               |                                                               |                                                               |                                                            |                                                            |                                                            |                                                            |                                                          |                                                          |                                                          |                                                          |                                               |                                               |                                                                                                 |                                                                                                 |                                                                                                 |                                                                                                 |                                                                                                 |                                                                                                 |                                                |                                                |                                                           |                                                           |                                                           |                                                           |                                                           |                                                           |  |  |                                               |                                               |                                               |                                               |                                               |                                               |
| Bedřich Josef z Fürstenberg-Weitry 1751–1814                      | Bedřich Josef z Fürstenberg-Weitry 1751–1814                      | Bedřich Josef z Fürstenberg-Weitry 1751–1814                      | Bedřich Josef z Fürstenberg-Weitry 1751–1814                      | Bedřich Josef z Fürstenberg-Weitry 1751–1814                      | Bedřich Josef z Fürstenberg-Weitry 1751–1814                      |                                                   |                                                   | III. Marie Josefa z Zierotin-Lilgenau 1771–1857                          | III. Marie Josefa z Zierotin-Lilgenau 1771–1857                          | III. Marie Josefa z Zierotin-Lilgenau 1771–1857                          | III. Marie Josefa z Zierotin-Lilgenau 1771–1857                          | III. Marie Josefa z Zierotin-Lilgenau 1771–1857                          | III. Marie Josefa z Zierotin-Lilgenau 1771–1857                          |                                                 |                                                 | 2. Karel Egon I. z Fürstenbergu 1729–1787 ČESKÁ LINIE (SEKUNDO-GENITURA) | 2. Karel Egon I. z Fürstenbergu 1729–1787 ČESKÁ LINIE (SEKUNDO-GENITURA) | 2. Karel Egon I. z Fürstenbergu 1729–1787 ČESKÁ LINIE (SEKUNDO-GENITURA) | 2. Karel Egon I. z Fürstenbergu 1729–1787 ČESKÁ LINIE (SEKUNDO-GENITURA) | 2. Karel Egon I. z Fürstenbergu 1729–1787 ČESKÁ LINIE (SEKUNDO-GENITURA) | 2. Karel Egon I. z Fürstenbergu 1729–1787 ČESKÁ LINIE (SEKUNDO-GENITURA) |                                                       |                                                       | 8. Marie Josefa ze Sternbergu 1735–1803                     | 8. Marie Josefa ze Sternbergu 1735–1803                     | 8. Marie Josefa ze Sternbergu 1735–1803                     | 8. Marie Josefa ze Sternbergu 1735–1803                     | 8. Marie Josefa ze Sternbergu 1735–1803                     | 8. Marie Josefa ze Sternbergu 1735–1803                     |                                                       |                                                       | Marie Augusta z Fürstenbergu 1731–1770                      | Marie Augusta z Fürstenbergu 1731–1770                      | Marie Augusta z Fürstenbergu 1731–1770                      | Marie Augusta z Fürstenbergu 1731–1770                      | Marie Augusta z Fürstenbergu 1731–1770                      | Marie Augusta z Fürstenbergu 1731–1770                      |                                                     |                                                     | Marie Jindřiška z Fürstenbergu 1732–1772                      | Marie Jindřiška z Fürstenbergu 1732–1772                      | Marie Jindřiška z Fürstenbergu 1732–1772                      | Marie Jindřiška z Fürstenbergu 1732–1772                      | Marie Jindřiška z Fürstenbergu 1732–1772                      | Marie Jindřiška z Fürstenbergu 1732–1772                      |                                                            |                                                            | Alexandr Ferdinand z Thurn-Taxisu 1704–1773                | Alexandr Ferdinand z Thurn-Taxisu 1704–1773                | Alexandr Ferdinand z Thurn-Taxisu 1704–1773              | Alexandr Ferdinand z Thurn-Taxisu 1704–1773              | Alexandr Ferdinand z Thurn-Taxisu 1704–1773              | Alexandr Ferdinand z Thurn-Taxisu 1704–1773              |                                               |                                               | Josef Václav z Fürstenberg-Stühlingenu 1728–1783 6. kníže ŘÍŠSKÁ KNÍŽECÍ LINIE (PRIMO-GENITURA) | Josef Václav z Fürstenberg-Stühlingenu 1728–1783 6. kníže ŘÍŠSKÁ KNÍŽECÍ LINIE (PRIMO-GENITURA) | Josef Václav z Fürstenberg-Stühlingenu 1728–1783 6. kníže ŘÍŠSKÁ KNÍŽECÍ LINIE (PRIMO-GENITURA) | Josef Václav z Fürstenberg-Stühlingenu 1728–1783 6. kníže ŘÍŠSKÁ KNÍŽECÍ LINIE (PRIMO-GENITURA) | Josef Václav z Fürstenberg-Stühlingenu 1728–1783 6. kníže ŘÍŠSKÁ KNÍŽECÍ LINIE (PRIMO-GENITURA) | Josef Václav z Fürstenberg-Stühlingenu 1728–1783 6. kníže ŘÍŠSKÁ KNÍŽECÍ LINIE (PRIMO-GENITURA) |                                                |                                                | Marie Josefa z Waldburgu a Trauchburgu 1731–1782          | Marie Josefa z Waldburgu a Trauchburgu 1731–1782          | Marie Josefa z Waldburgu a Trauchburgu 1731–1782          | Marie Josefa z Waldburgu a Trauchburgu 1731–1782          | Marie Josefa z Waldburgu a Trauchburgu 1731–1782          | Marie Josefa z Waldburgu a Trauchburgu 1731–1782          |  |  |                                               |                                               |                                               |                                               |                                               |                                               |
| Bedřich Josef z Fürstenberg-Weitry 1751–1814                      | Bedřich Josef z Fürstenberg-Weitry 1751–1814                      | Bedřich Josef z Fürstenberg-Weitry 1751–1814                      | Bedřich Josef z Fürstenberg-Weitry 1751–1814                      | Bedřich Josef z Fürstenberg-Weitry 1751–1814                      | Bedřich Josef z Fürstenberg-Weitry 1751–1814                      |                                                   |                                                   | III. Marie Josefa z Zierotin-Lilgenau 1771–1857                          | III. Marie Josefa z Zierotin-Lilgenau 1771–1857                          | III. Marie Josefa z Zierotin-Lilgenau 1771–1857                          | III. Marie Josefa z Zierotin-Lilgenau 1771–1857                          | III. Marie Josefa z Zierotin-Lilgenau 1771–1857                          | III. Marie Josefa z Zierotin-Lilgenau 1771–1857                          |                                                 |                                                 | 2. Karel Egon I. z Fürstenbergu 1729–1787 ČESKÁ LINIE (SEKUNDO-GENITURA) | 2. Karel Egon I. z Fürstenbergu 1729–1787 ČESKÁ LINIE (SEKUNDO-GENITURA) | 2. Karel Egon I. z Fürstenbergu 1729–1787 ČESKÁ LINIE (SEKUNDO-GENITURA) | 2. Karel Egon I. z Fürstenbergu 1729–1787 ČESKÁ LINIE (SEKUNDO-GENITURA) | 2. Karel Egon I. z Fürstenbergu 1729–1787 ČESKÁ LINIE (SEKUNDO-GENITURA) | 2. Karel Egon I. z Fürstenbergu 1729–1787 ČESKÁ LINIE (SEKUNDO-GENITURA) |                                                       |                                                       | 8. Marie Josefa ze Sternbergu 1735–1803                     | 8. Marie Josefa ze Sternbergu 1735–1803                     | 8. Marie Josefa ze Sternbergu 1735–1803                     | 8. Marie Josefa ze Sternbergu 1735–1803                     | 8. Marie Josefa ze Sternbergu 1735–1803                     | 8. Marie Josefa ze Sternbergu 1735–1803                     |                                                       |                                                       | Marie Augusta z Fürstenbergu 1731–1770                      | Marie Augusta z Fürstenbergu 1731–1770                      | Marie Augusta z Fürstenbergu 1731–1770                      | Marie Augusta z Fürstenbergu 1731–1770                      | Marie Augusta z Fürstenbergu 1731–1770                      | Marie Augusta z Fürstenbergu 1731–1770                      |                                                     |                                                     | Marie Jindřiška z Fürstenbergu 1732–1772                      | Marie Jindřiška z Fürstenbergu 1732–1772                      | Marie Jindřiška z Fürstenbergu 1732–1772                      | Marie Jindřiška z Fürstenbergu 1732–1772                      | Marie Jindřiška z Fürstenbergu 1732–1772                      | Marie Jindřiška z Fürstenbergu 1732–1772                      |                                                            |                                                            | Alexandr Ferdinand z Thurn-Taxisu 1704–1773                | Alexandr Ferdinand z Thurn-Taxisu 1704–1773                | Alexandr Ferdinand z Thurn-Taxisu 1704–1773              | Alexandr Ferdinand z Thurn-Taxisu 1704–1773              | Alexandr Ferdinand z Thurn-Taxisu 1704–1773              | Alexandr Ferdinand z Thurn-Taxisu 1704–1773              |                                               |                                               | Josef Václav z Fürstenberg-Stühlingenu 1728–1783 6. kníže ŘÍŠSKÁ KNÍŽECÍ LINIE (PRIMO-GENITURA) | Josef Václav z Fürstenberg-Stühlingenu 1728–1783 6. kníže ŘÍŠSKÁ KNÍŽECÍ LINIE (PRIMO-GENITURA) | Josef Václav z Fürstenberg-Stühlingenu 1728–1783 6. kníže ŘÍŠSKÁ KNÍŽECÍ LINIE (PRIMO-GENITURA) | Josef Václav z Fürstenberg-Stühlingenu 1728–1783 6. kníže ŘÍŠSKÁ KNÍŽECÍ LINIE (PRIMO-GENITURA) | Josef Václav z Fürstenberg-Stühlingenu 1728–1783 6. kníže ŘÍŠSKÁ KNÍŽECÍ LINIE (PRIMO-GENITURA) | Josef Václav z Fürstenberg-Stühlingenu 1728–1783 6. kníže ŘÍŠSKÁ KNÍŽECÍ LINIE (PRIMO-GENITURA) |                                                |                                                | Marie Josefa z Waldburgu a Trauchburgu 1731–1782          | Marie Josefa z Waldburgu a Trauchburgu 1731–1782          | Marie Josefa z Waldburgu a Trauchburgu 1731–1782          | Marie Josefa z Waldburgu a Trauchburgu 1731–1782          | Marie Josefa z Waldburgu a Trauchburgu 1731–1782          | Marie Josefa z Waldburgu a Trauchburgu 1731–1782          |  |  |                                               |                                               |                                               |                                               |                                               |                                               |
|                                                                   |                                                                   |                                                                   |                                                                   |                                                                   |                                                                   |                                                   |                                                   |                                                                          |                                                                          |                                                                          |                                                                          |                                                                          |                                                                          |                                                 |                                                 |                                                                          |                                                                          |                                                                          |                                                                          |                                                                          |                                                                          |                                                       |                                                       |                                                             |                                                             |                                                             |                                                             |                                                             |                                                             |                                                       |                                                       |                                                             |                                                             |                                                             |                                                             |                                                             |                                                             |                                                     |                                                     |                                                               |                                                               |                                                               |                                                               |                                                               |                                                               |                                                            |                                                            |                                                            |                                                            |                                                          |                                                          |                                                          |                                                          |                                               |                                               |                                                                                                 |                                                                                                 |                                                                                                 |                                                                                                 |                                                                                                 |                                                                                                 |                                                |                                                |                                                           |                                                           |                                                           |                                                           |                                                           |                                                           |  |  |                                               |                                               |                                               |                                               |                                               |                                               |
|                                                                   |                                                                   |                                                                   |                                                                   |                                                                   |                                                                   |                                                   |                                                   |                                                                          |                                                                          |                                                                          |                                                                          |                                                                          |                                                                          |                                                 |                                                 |                                                                          |                                                                          |                                                                          |                                                                          |                                                                          |                                                                          |                                                       |                                                       |                                                             |                                                             |                                                             |                                                             |                                                             |                                                             |                                                       |                                                       |                                                             |                                                             |                                                             |                                                             |                                                             |                                                             |                                                     |                                                     |                                                               |                                                               |                                                               |                                                               |                                                               |                                                               |                                                            |                                                            |                                                            |                                                            |                                                          |                                                          |                                                          |                                                          |                                               |                                               |                                                                                                 |                                                                                                 |                                                                                                 |                                                                                                 |                                                                                                 |                                                                                                 |                                                |                                                |                                                           |                                                           |                                                           |                                                           |                                                           |                                                           |  |  |                                               |                                               |                                               |                                               |                                               |                                               |
| 11. Ludvík Karel z Fürstenberg-Weitry 1790–1813                   | 11. Ludvík Karel z Fürstenberg-Weitry 1790–1813                   | 11. Ludvík Karel z Fürstenberg-Weitry 1790–1813                   | 11. Ludvík Karel z Fürstenberg-Weitry 1790–1813                   | 11. Ludvík Karel z Fürstenberg-Weitry 1790–1813                   | 11. Ludvík Karel z Fürstenberg-Weitry 1790–1813                   |                                                   |                                                   | Alžbeta z Thurn-Taxisu 1767–1822                                         | Alžbeta z Thurn-Taxisu 1767–1822                                         | Alžbeta z Thurn-Taxisu 1767–1822                                         | Alžbeta z Thurn-Taxisu 1767–1822                                         | Alžbeta z Thurn-Taxisu 1767–1822                                         | Alžbeta z Thurn-Taxisu 1767–1822                                         |                                                 |                                                 | Karel Josef Alois z Fürstenbergu 1760–1799                               | Karel Josef Alois z Fürstenbergu 1760–1799                               | Karel Josef Alois z Fürstenbergu 1760–1799                               | Karel Josef Alois z Fürstenbergu 1760–1799                               | Karel Josef Alois z Fürstenbergu 1760–1799                               | Karel Josef Alois z Fürstenbergu 1760–1799                               |                                                       |                                                       |                                                             |                                                             |                                                             |                                                             |                                                             |                                                             |                                                       |                                                       | 3. Filip Nerius z Fürstenbergu 1755–1790                    | 3. Filip Nerius z Fürstenbergu 1755–1790                    | 3. Filip Nerius z Fürstenbergu 1755–1790                    | 3. Filip Nerius z Fürstenbergu 1755–1790                    | 3. Filip Nerius z Fürstenbergu 1755–1790                    | 3. Filip Nerius z Fürstenbergu 1755–1790                    |                                                     |                                                     | 10. Josefa Marie z Fürstenberg-Stühlingenu 1756–1809          | 10. Josefa Marie z Fürstenberg-Stühlingenu 1756–1809          | 10. Josefa Marie z Fürstenberg-Stühlingenu 1756–1809          | 10. Josefa Marie z Fürstenberg-Stühlingenu 1756–1809          | 10. Josefa Marie z Fürstenberg-Stühlingenu 1756–1809          | 10. Josefa Marie z Fürstenberg-Stühlingenu 1756–1809          |                                                            |                                                            | Josef Maria z Fürstenberg-Stühlingenu 1758–1796 7. kníže   | Josef Maria z Fürstenberg-Stühlingenu 1758–1796 7. kníže   | Josef Maria z Fürstenberg-Stühlingenu 1758–1796 7. kníže | Josef Maria z Fürstenberg-Stühlingenu 1758–1796 7. kníže | Josef Maria z Fürstenberg-Stühlingenu 1758–1796 7. kníže | Josef Maria z Fürstenberg-Stühlingenu 1758–1796 7. kníže |                                               |                                               | Marie Antonie z Hohenzollern-Hechingenu 1760–1797                                               | Marie Antonie z Hohenzollern-Hechingenu 1760–1797                                               | Marie Antonie z Hohenzollern-Hechingenu 1760–1797                                               | Marie Antonie z Hohenzollern-Hechingenu 1760–1797                                               | Marie Antonie z Hohenzollern-Hechingenu 1760–1797                                               | Marie Antonie z Hohenzollern-Hechingenu 1760–1797                                               |                                                |                                                | Karel Jáchym z Fürstenberg-Stühlingenu 1771–1804 8. kníže | Karel Jáchym z Fürstenberg-Stühlingenu 1771–1804 8. kníže | Karel Jáchym z Fürstenberg-Stühlingenu 1771–1804 8. kníže | Karel Jáchym z Fürstenberg-Stühlingenu 1771–1804 8. kníže | Karel Jáchym z Fürstenberg-Stühlingenu 1771–1804 8. kníže | Karel Jáchym z Fürstenberg-Stühlingenu 1771–1804 8. kníže |  |  | Karolína Žofie z Fürstenberg-Weitry 1777–1846 | Karolína Žofie z Fürstenberg-Weitry 1777–1846 | Karolína Žofie z Fürstenberg-Weitry 1777–1846 | Karolína Žofie z Fürstenberg-Weitry 1777–1846 | Karolína Žofie z Fürstenberg-Weitry 1777–1846 | Karolína Žofie z Fürstenberg-Weitry 1777–1846 |
| 11. Ludvík Karel z Fürstenberg-Weitry 1790–1813                   | 11. Ludvík Karel z Fürstenberg-Weitry 1790–1813                   | 11. Ludvík Karel z Fürstenberg-Weitry 1790–1813                   | 11. Ludvík Karel z Fürstenberg-Weitry 1790–1813                   | 11. Ludvík Karel z Fürstenberg-Weitry 1790–1813                   | 11. Ludvík Karel z Fürstenberg-Weitry 1790–1813                   |                                                   |                                                   | Alžbeta z Thurn-Taxisu 1767–1822                                         | Alžbeta z Thurn-Taxisu 1767–1822                                         | Alžbeta z Thurn-Taxisu 1767–1822                                         | Alžbeta z Thurn-Taxisu 1767–1822                                         | Alžbeta z Thurn-Taxisu 1767–1822                                         | Alžbeta z Thurn-Taxisu 1767–1822                                         |                                                 |                                                 | Karel Josef Alois z Fürstenbergu 1760–1799                               | Karel Josef Alois z Fürstenbergu 1760–1799                               | Karel Josef Alois z Fürstenbergu 1760–1799                               | Karel Josef Alois z Fürstenbergu 1760–1799                               | Karel Josef Alois z Fürstenbergu 1760–1799                               | Karel Josef Alois z Fürstenbergu 1760–1799                               |                                                       |                                                       |                                                             |                                                             |                                                             |                                                             |                                                             |                                                             |                                                       |                                                       | 3. Filip Nerius z Fürstenbergu 1755–1790                    | 3. Filip Nerius z Fürstenbergu 1755–1790                    | 3. Filip Nerius z Fürstenbergu 1755–1790                    | 3. Filip Nerius z Fürstenbergu 1755–1790                    | 3. Filip Nerius z Fürstenbergu 1755–1790                    | 3. Filip Nerius z Fürstenbergu 1755–1790                    |                                                     |                                                     | 10. Josefa Marie z Fürstenberg-Stühlingenu 1756–1809          | 10. Josefa Marie z Fürstenberg-Stühlingenu 1756–1809          | 10. Josefa Marie z Fürstenberg-Stühlingenu 1756–1809          | 10. Josefa Marie z Fürstenberg-Stühlingenu 1756–1809          | 10. Josefa Marie z Fürstenberg-Stühlingenu 1756–1809          | 10. Josefa Marie z Fürstenberg-Stühlingenu 1756–1809          |                                                            |                                                            | Josef Maria z Fürstenberg-Stühlingenu 1758–1796 7. kníže   | Josef Maria z Fürstenberg-Stühlingenu 1758–1796 7. kníže   | Josef Maria z Fürstenberg-Stühlingenu 1758–1796 7. kníže | Josef Maria z Fürstenberg-Stühlingenu 1758–1796 7. kníže | Josef Maria z Fürstenberg-Stühlingenu 1758–1796 7. kníže | Josef Maria z Fürstenberg-Stühlingenu 1758–1796 7. kníže |                                               |                                               | Marie Antonie z Hohenzollern-Hechingenu 1760–1797                                               | Marie Antonie z Hohenzollern-Hechingenu 1760–1797                                               | Marie Antonie z Hohenzollern-Hechingenu 1760–1797                                               | Marie Antonie z Hohenzollern-Hechingenu 1760–1797                                               | Marie Antonie z Hohenzollern-Hechingenu 1760–1797                                               | Marie Antonie z Hohenzollern-Hechingenu 1760–1797                                               |                                                |                                                | Karel Jáchym z Fürstenberg-Stühlingenu 1771–1804 8. kníže | Karel Jáchym z Fürstenberg-Stühlingenu 1771–1804 8. kníže | Karel Jáchym z Fürstenberg-Stühlingenu 1771–1804 8. kníže | Karel Jáchym z Fürstenberg-Stühlingenu 1771–1804 8. kníže | Karel Jáchym z Fürstenberg-Stühlingenu 1771–1804 8. kníže | Karel Jáchym z Fürstenberg-Stühlingenu 1771–1804 8. kníže |  |  | Karolína Žofie z Fürstenberg-Weitry 1777–1846 | Karolína Žofie z Fürstenberg-Weitry 1777–1846 | Karolína Žofie z Fürstenberg-Weitry 1777–1846 | Karolína Žofie z Fürstenberg-Weitry 1777–1846 | Karolína Žofie z Fürstenberg-Weitry 1777–1846 | Karolína Žofie z Fürstenberg-Weitry 1777–1846 |
|                                                                   |                                                                   |                                                                   |                                                                   |                                                                   |                                                                   |                                                   |                                                   |                                                                          |                                                                          |                                                                          |                                                                          |                                                                          |                                                                          |                                                 |                                                 |                                                                          |                                                                          |                                                                          |                                                                          |                                                                          |                                                                          |                                                       |                                                       |                                                             |                                                             |                                                             |                                                             |                                                             |                                                             |                                                       |                                                       |                                                             |                                                             |                                                             |                                                             |                                                             |                                                             |                                                     |                                                     |                                                               |                                                               |                                                               |                                                               |                                                               |                                                               |                                                            |                                                            |                                                            |                                                            |                                                          |                                                          |                                                          |                                                          |                                               |                                               |                                                                                                 |                                                                                                 |                                                                                                 |                                                                                                 |                                                                                                 |                                                                                                 |                                                |                                                |                                                           |                                                           |                                                           |                                                           |                                                           |                                                           |  |  |                                               |                                               |                                               |                                               |                                               |                                               |
|                                                                   |                                                                   |                                                                   |                                                                   |                                                                   |                                                                   |                                                   |                                                   |                                                                          |                                                                          |                                                                          |                                                                          |                                                                          |                                                                          |                                                 |                                                 |                                                                          |                                                                          |                                                                          |                                                                          |                                                                          |                                                                          |                                                       |                                                       |                                                             |                                                             |                                                             |                                                             |                                                             |                                                             |                                                       |                                                       |                                                             |                                                             |                                                             |                                                             |                                                             |                                                             |                                                     |                                                     |                                                               |                                                               |                                                               |                                                               |                                                               |                                                               |                                                            |                                                            |                                                            |                                                            |                                                          |                                                          |                                                          |                                                          |                                               |                                               |                                                                                                 |                                                                                                 |                                                                                                 |                                                                                                 |                                                                                                 |                                                                                                 |                                                |                                                |                                                           |                                                           |                                                           |                                                           |                                                           |                                                           |  |  |                                               |                                               |                                               |                                               |                                               |                                               |
| 4. Marie Josefa z Fürstenbergu */† 1792                           | 4. Marie Josefa z Fürstenbergu */† 1792                           | 4. Marie Josefa z Fürstenbergu */† 1792                           | 4. Marie Josefa z Fürstenbergu */† 1792                           | 4. Marie Josefa z Fürstenbergu */† 1792                           | 4. Marie Josefa z Fürstenbergu */† 1792                           |                                                   |                                                   | 6. Antonie z Fürstenbergu 1794–1799                                      | 6. Antonie z Fürstenbergu 1794–1799                                      | 6. Antonie z Fürstenbergu 1794–1799                                      | 6. Antonie z Fürstenbergu 1794–1799                                      | 6. Antonie z Fürstenbergu 1794–1799                                      | 6. Antonie z Fürstenbergu 1794–1799                                      |                                                 |                                                 | Karel Egon II. z Fürstenbergu 1796–1854 9. kníže                         | Karel Egon II. z Fürstenbergu 1796–1854 9. kníže                         | Karel Egon II. z Fürstenbergu 1796–1854 9. kníže                         | Karel Egon II. z Fürstenbergu 1796–1854 9. kníže                         | Karel Egon II. z Fürstenbergu 1796–1854 9. kníže                         | Karel Egon II. z Fürstenbergu 1796–1854 9. kníže                         |                                                       |                                                       | Amálie Kristýna Bádenská 1795–1869                          | Amálie Kristýna Bádenská 1795–1869                          | Amálie Kristýna Bádenská 1795–1869                          | Amálie Kristýna Bádenská 1795–1869                          | Amálie Kristýna Bádenská 1795–1869                          | Amálie Kristýna Bádenská 1795–1869                          |                                                       |                                                       | 5. Marie Anna z Fürstenbergu 1798–1799                      | 5. Marie Anna z Fürstenbergu 1798–1799                      | 5. Marie Anna z Fürstenbergu 1798–1799                      | 5. Marie Anna z Fürstenbergu 1798–1799                      | 5. Marie Anna z Fürstenbergu 1798–1799                      | 5. Marie Anna z Fürstenbergu 1798–1799                      |                                                     |                                                     | 7. Karel Gabriel z Fürstenbergu 1785–1799                     | 7. Karel Gabriel z Fürstenbergu 1785–1799                     | 7. Karel Gabriel z Fürstenbergu 1785–1799                     | 7. Karel Gabriel z Fürstenbergu 1785–1799                     | 7. Karel Gabriel z Fürstenbergu 1785–1799                     | 7. Karel Gabriel z Fürstenbergu 1785–1799                     |                                                            |                                                            | 9. Leopoldina Filipína z Fürstenbergu 1781–1806            | 9. Leopoldina Filipína z Fürstenbergu 1781–1806            | 9. Leopoldina Filipína z Fürstenbergu 1781–1806          | 9. Leopoldina Filipína z Fürstenbergu 1781–1806          | 9. Leopoldina Filipína z Fürstenbergu 1781–1806          | 9. Leopoldina Filipína z Fürstenbergu 1781–1806          |                                               |                                               | Viktor Amadeus z Hesenska-Rotenburgu 1779–1834                                                  | Viktor Amadeus z Hesenska-Rotenburgu 1779–1834                                                  | Viktor Amadeus z Hesenska-Rotenburgu 1779–1834                                                  | Viktor Amadeus z Hesenska-Rotenburgu 1779–1834                                                  | Viktor Amadeus z Hesenska-Rotenburgu 1779–1834                                                  | Viktor Amadeus z Hesenska-Rotenburgu 1779–1834                                                  |                                                |                                                | Josefa Marie z Fürstenbergu */† 1780                      | Josefa Marie z Fürstenbergu */† 1780                      | Josefa Marie z Fürstenbergu */† 1780                      | Josefa Marie z Fürstenbergu */† 1780                      | Josefa Marie z Fürstenbergu */† 1780                      | Josefa Marie z Fürstenbergu */† 1780                      |  |  |                                               |                                               |                                               |                                               |                                               |                                               |
| 4. Marie Josefa z Fürstenbergu */† 1792                           | 4. Marie Josefa z Fürstenbergu */† 1792                           | 4. Marie Josefa z Fürstenbergu */† 1792                           | 4. Marie Josefa z Fürstenbergu */† 1792                           | 4. Marie Josefa z Fürstenbergu */† 1792                           | 4. Marie Josefa z Fürstenbergu */† 1792                           |                                                   |                                                   | 6. Antonie z Fürstenbergu 1794–1799                                      | 6. Antonie z Fürstenbergu 1794–1799                                      | 6. Antonie z Fürstenbergu 1794–1799                                      | 6. Antonie z Fürstenbergu 1794–1799                                      | 6. Antonie z Fürstenbergu 1794–1799                                      | 6. Antonie z Fürstenbergu 1794–1799                                      |                                                 |                                                 | Karel Egon II. z Fürstenbergu 1796–1854 9. kníže                         | Karel Egon II. z Fürstenbergu 1796–1854 9. kníže                         | Karel Egon II. z Fürstenbergu 1796–1854 9. kníže                         | Karel Egon II. z Fürstenbergu 1796–1854 9. kníže                         | Karel Egon II. z Fürstenbergu 1796–1854 9. kníže                         | Karel Egon II. z Fürstenbergu 1796–1854 9. kníže                         |                                                       |                                                       | Amálie Kristýna Bádenská 1795–1869                          | Amálie Kristýna Bádenská 1795–1869                          | Amálie Kristýna Bádenská 1795–1869                          | Amálie Kristýna Bádenská 1795–1869                          | Amálie Kristýna Bádenská 1795–1869                          | Amálie Kristýna Bádenská 1795–1869                          |                                                       |                                                       | 5. Marie Anna z Fürstenbergu 1798–1799                      | 5. Marie Anna z Fürstenbergu 1798–1799                      | 5. Marie Anna z Fürstenbergu 1798–1799                      | 5. Marie Anna z Fürstenbergu 1798–1799                      | 5. Marie Anna z Fürstenbergu 1798–1799                      | 5. Marie Anna z Fürstenbergu 1798–1799                      |                                                     |                                                     | 7. Karel Gabriel z Fürstenbergu 1785–1799                     | 7. Karel Gabriel z Fürstenbergu 1785–1799                     | 7. Karel Gabriel z Fürstenbergu 1785–1799                     | 7. Karel Gabriel z Fürstenbergu 1785–1799                     | 7. Karel Gabriel z Fürstenbergu 1785–1799                     | 7. Karel Gabriel z Fürstenbergu 1785–1799                     |                                                            |                                                            | 9. Leopoldina Filipína z Fürstenbergu 1781–1806            | 9. Leopoldina Filipína z Fürstenbergu 1781–1806            | 9. Leopoldina Filipína z Fürstenbergu 1781–1806          | 9. Leopoldina Filipína z Fürstenbergu 1781–1806          | 9. Leopoldina Filipína z Fürstenbergu 1781–1806          | 9. Leopoldina Filipína z Fürstenbergu 1781–1806          |                                               |                                               | Viktor Amadeus z Hesenska-Rotenburgu 1779–1834                                                  | Viktor Amadeus z Hesenska-Rotenburgu 1779–1834                                                  | Viktor Amadeus z Hesenska-Rotenburgu 1779–1834                                                  | Viktor Amadeus z Hesenska-Rotenburgu 1779–1834                                                  | Viktor Amadeus z Hesenska-Rotenburgu 1779–1834                                                  | Viktor Amadeus z Hesenska-Rotenburgu 1779–1834                                                  |                                                |                                                | Josefa Marie z Fürstenbergu */† 1780                      | Josefa Marie z Fürstenbergu */† 1780                      | Josefa Marie z Fürstenbergu */† 1780                      | Josefa Marie z Fürstenbergu */† 1780                      | Josefa Marie z Fürstenbergu */† 1780                      | Josefa Marie z Fürstenbergu */† 1780                      |  |  |                                               |                                               |                                               |                                               |                                               |                                               |
|                                                                   |                                                                   |                                                                   |                                                                   |                                                                   |                                                                   |                                                   |                                                   |                                                                          |                                                                          |                                                                          |                                                                          |                                                                          |                                                                          |                                                 |                                                 |                                                                          |                                                                          |                                                                          |                                                                          |                                                                          |                                                                          |                                                       |                                                       |                                                             |                                                             |                                                             |                                                             |                                                             |                                                             |                                                       |                                                       |                                                             |                                                             |                                                             |                                                             |                                                             |                                                             |                                                     |                                                     |                                                               |                                                               |                                                               |                                                               |                                                               |                                                               |                                                            |                                                            |                                                            |                                                            |                                                          |                                                          |                                                          |                                                          |                                               |                                               |                                                                                                 |                                                                                                 |                                                                                                 |                                                                                                 |                                                                                                 |                                                                                                 |                                                |                                                |                                                           |                                                           |                                                           |                                                           |                                                           |                                                           |  |  |                                               |                                               |                                               |                                               |                                               |                                               |
|                                                                   |                                                                   |                                                                   |                                                                   |                                                                   |                                                                   |                                                   |                                                   |                                                                          |                                                                          |                                                                          |                                                                          |                                                                          |                                                                          |                                                 |                                                 |                                                                          |                                                                          |                                                                          |                                                                          |                                                                          |                                                                          |                                                       |                                                       |                                                             |                                                             |                                                             |                                                             |                                                             |                                                             |                                                       |                                                       |                                                             |                                                             |                                                             |                                                             |                                                             |                                                             |                                                     |                                                     |                                                               |                                                               |                                                               |                                                               |                                                               |                                                               |                                                            |                                                            |                                                            |                                                            |                                                          |                                                          |                                                          |                                                          |                                               |                                               |                                                                                                 |                                                                                                 |                                                                                                 |                                                                                                 |                                                                                                 |                                                                                                 |                                                |                                                |                                                           |                                                           |                                                           |                                                           |                                                           |                                                           |  |  |                                               |                                               |                                               |                                               |                                               |                                               |
| Karel Egon III. z Fürstenbergu 1820–1892 10. kníže ŠVÁBSKÁ LINIE  | Karel Egon III. z Fürstenbergu 1820–1892 10. kníže ŠVÁBSKÁ LINIE  | Karel Egon III. z Fürstenbergu 1820–1892 10. kníže ŠVÁBSKÁ LINIE  | Karel Egon III. z Fürstenbergu 1820–1892 10. kníže ŠVÁBSKÁ LINIE  | Karel Egon III. z Fürstenbergu 1820–1892 10. kníže ŠVÁBSKÁ LINIE  | Karel Egon III. z Fürstenbergu 1820–1892 10. kníže ŠVÁBSKÁ LINIE  |                                                   |                                                   | Alžběta Jindřiška z Reuss starší linie 1824–1861                         | Alžběta Jindřiška z Reuss starší linie 1824–1861                         | Alžběta Jindřiška z Reuss starší linie 1824–1861                         | Alžběta Jindřiška z Reuss starší linie 1824–1861                         | Alžběta Jindřiška z Reuss starší linie 1824–1861                         | Alžběta Jindřiška z Reuss starší linie 1824–1861                         |                                                 |                                                 | 12. Marie Jindřiška z Fürstenbergu 1823–1834                             | 12. Marie Jindřiška z Fürstenbergu 1823–1834                             | 12. Marie Jindřiška z Fürstenbergu 1823–1834                             | 12. Marie Jindřiška z Fürstenbergu 1823–1834                             | 12. Marie Jindřiška z Fürstenbergu 1823–1834                             | 12. Marie Jindřiška z Fürstenbergu 1823–1834                             |                                                       |                                                       | Marie Amálie z Fürstenbergu 1821–1899                       | Marie Amálie z Fürstenbergu 1821–1899                       | Marie Amálie z Fürstenbergu 1821–1899                       | Marie Amálie z Fürstenbergu 1821–1899                       | Marie Amálie z Fürstenbergu 1821–1899                       | Marie Amálie z Fürstenbergu 1821–1899                       |                                                       |                                                       | Viktor I. z Hohenlohe-Schillingsfürstu 1818–1893            | Viktor I. z Hohenlohe-Schillingsfürstu 1818–1893            | Viktor I. z Hohenlohe-Schillingsfürstu 1818–1893            | Viktor I. z Hohenlohe-Schillingsfürstu 1818–1893            | Viktor I. z Hohenlohe-Schillingsfürstu 1818–1893            | Viktor I. z Hohenlohe-Schillingsfürstu 1818–1893            |                                                     |                                                     | 13. I. Maxmilián Egon I. z Fürstenbergu 1822–1873 ČESKÁ LINIE | 13. I. Maxmilián Egon I. z Fürstenbergu 1822–1873 ČESKÁ LINIE | 13. I. Maxmilián Egon I. z Fürstenbergu 1822–1873 ČESKÁ LINIE | 13. I. Maxmilián Egon I. z Fürstenbergu 1822–1873 ČESKÁ LINIE | 13. I. Maxmilián Egon I. z Fürstenbergu 1822–1873 ČESKÁ LINIE | 13. I. Maxmilián Egon I. z Fürstenbergu 1822–1873 ČESKÁ LINIE |                                                            |                                                            | Leontýna z Khevenhüller-Metsch 1843–1914                   | Leontýna z Khevenhüller-Metsch 1843–1914                   | Leontýna z Khevenhüller-Metsch 1843–1914                 | Leontýna z Khevenhüller-Metsch 1843–1914                 | Leontýna z Khevenhüller-Metsch 1843–1914                 | Leontýna z Khevenhüller-Metsch 1843–1914                 |                                               |                                               | 14. II. Emil Egon z Fürstenbergu 1825–1899 KRÁLODVORSKÁ LINIE                                   | 14. II. Emil Egon z Fürstenbergu 1825–1899 KRÁLODVORSKÁ LINIE                                   | 14. II. Emil Egon z Fürstenbergu 1825–1899 KRÁLODVORSKÁ LINIE                                   | 14. II. Emil Egon z Fürstenbergu 1825–1899 KRÁLODVORSKÁ LINIE                                   | 14. II. Emil Egon z Fürstenbergu 1825–1899 KRÁLODVORSKÁ LINIE                                   | 14. II. Emil Egon z Fürstenbergu 1825–1899 KRÁLODVORSKÁ LINIE                                   |                                                |                                                | Marie Alžběta z Fürstenbergu 1819–1897                    | Marie Alžběta z Fürstenbergu 1819–1897                    | Marie Alžběta z Fürstenbergu 1819–1897                    | Marie Alžběta z Fürstenbergu 1819–1897                    | Marie Alžběta z Fürstenbergu 1819–1897                    | Marie Alžběta z Fürstenbergu 1819–1897                    |  |  |                                               |                                               |                                               |                                               |                                               |                                               |
| Karel Egon III. z Fürstenbergu 1820–1892 10. kníže ŠVÁBSKÁ LINIE  | Karel Egon III. z Fürstenbergu 1820–1892 10. kníže ŠVÁBSKÁ LINIE  | Karel Egon III. z Fürstenbergu 1820–1892 10. kníže ŠVÁBSKÁ LINIE  | Karel Egon III. z Fürstenbergu 1820–1892 10. kníže ŠVÁBSKÁ LINIE  | Karel Egon III. z Fürstenbergu 1820–1892 10. kníže ŠVÁBSKÁ LINIE  | Karel Egon III. z Fürstenbergu 1820–1892 10. kníže ŠVÁBSKÁ LINIE  |                                                   |                                                   | Alžběta Jindřiška z Reuss starší linie 1824–1861                         | Alžběta Jindřiška z Reuss starší linie 1824–1861                         | Alžběta Jindřiška z Reuss starší linie 1824–1861                         | Alžběta Jindřiška z Reuss starší linie 1824–1861                         | Alžběta Jindřiška z Reuss starší linie 1824–1861                         | Alžběta Jindřiška z Reuss starší linie 1824–1861                         |                                                 |                                                 | 12. Marie Jindřiška z Fürstenbergu 1823–1834                             | 12. Marie Jindřiška z Fürstenbergu 1823–1834                             | 12. Marie Jindřiška z Fürstenbergu 1823–1834                             | 12. Marie Jindřiška z Fürstenbergu 1823–1834                             | 12. Marie Jindřiška z Fürstenbergu 1823–1834                             | 12. Marie Jindřiška z Fürstenbergu 1823–1834                             |                                                       |                                                       | Marie Amálie z Fürstenbergu 1821–1899                       | Marie Amálie z Fürstenbergu 1821–1899                       | Marie Amálie z Fürstenbergu 1821–1899                       | Marie Amálie z Fürstenbergu 1821–1899                       | Marie Amálie z Fürstenbergu 1821–1899                       | Marie Amálie z Fürstenbergu 1821–1899                       |                                                       |                                                       | Viktor I. z Hohenlohe-Schillingsfürstu 1818–1893            | Viktor I. z Hohenlohe-Schillingsfürstu 1818–1893            | Viktor I. z Hohenlohe-Schillingsfürstu 1818–1893            | Viktor I. z Hohenlohe-Schillingsfürstu 1818–1893            | Viktor I. z Hohenlohe-Schillingsfürstu 1818–1893            | Viktor I. z Hohenlohe-Schillingsfürstu 1818–1893            |                                                     |                                                     | 13. I. Maxmilián Egon I. z Fürstenbergu 1822–1873 ČESKÁ LINIE | 13. I. Maxmilián Egon I. z Fürstenbergu 1822–1873 ČESKÁ LINIE | 13. I. Maxmilián Egon I. z Fürstenbergu 1822–1873 ČESKÁ LINIE | 13. I. Maxmilián Egon I. z Fürstenbergu 1822–1873 ČESKÁ LINIE | 13. I. Maxmilián Egon I. z Fürstenbergu 1822–1873 ČESKÁ LINIE | 13. I. Maxmilián Egon I. z Fürstenbergu 1822–1873 ČESKÁ LINIE |                                                            |                                                            | Leontýna z Khevenhüller-Metsch 1843–1914                   | Leontýna z Khevenhüller-Metsch 1843–1914                   | Leontýna z Khevenhüller-Metsch 1843–1914                 | Leontýna z Khevenhüller-Metsch 1843–1914                 | Leontýna z Khevenhüller-Metsch 1843–1914                 | Leontýna z Khevenhüller-Metsch 1843–1914                 |                                               |                                               | 14. II. Emil Egon z Fürstenbergu 1825–1899 KRÁLODVORSKÁ LINIE                                   | 14. II. Emil Egon z Fürstenbergu 1825–1899 KRÁLODVORSKÁ LINIE                                   | 14. II. Emil Egon z Fürstenbergu 1825–1899 KRÁLODVORSKÁ LINIE                                   | 14. II. Emil Egon z Fürstenbergu 1825–1899 KRÁLODVORSKÁ LINIE                                   | 14. II. Emil Egon z Fürstenbergu 1825–1899 KRÁLODVORSKÁ LINIE                                   | 14. II. Emil Egon z Fürstenbergu 1825–1899 KRÁLODVORSKÁ LINIE                                   |                                                |                                                | Marie Alžběta z Fürstenbergu 1819–1897                    | Marie Alžběta z Fürstenbergu 1819–1897                    | Marie Alžběta z Fürstenbergu 1819–1897                    | Marie Alžběta z Fürstenbergu 1819–1897                    | Marie Alžběta z Fürstenbergu 1819–1897                    | Marie Alžběta z Fürstenbergu 1819–1897                    |  |  |                                               |                                               |                                               |                                               |                                               |                                               |
|                                                                   |                                                                   |                                                                   |                                                                   |                                                                   |                                                                   |                                                   |                                                   |                                                                          |                                                                          |                                                                          |                                                                          |                                                                          |                                                                          |                                                 |                                                 |                                                                          |                                                                          |                                                                          |                                                                          |                                                                          |                                                                          |                                                       |                                                       |                                                             |                                                             |                                                             |                                                             |                                                             |                                                             |                                                       |                                                       |                                                             |                                                             |                                                             |                                                             |                                                             |                                                             |                                                     |                                                     |                                                               |                                                               |                                                               |                                                               |                                                               |                                                               |                                                            |                                                            |                                                            |                                                            |                                                          |                                                          |                                                          |                                                          |                                               |                                               |                                                                                                 |                                                                                                 |                                                                                                 |                                                                                                 |                                                                                                 |                                                                                                 |                                                |                                                |                                                           |                                                           |                                                           |                                                           |                                                           |                                                           |  |  |                                               |                                               |                                               |                                               |                                               |                                               |
|                                                                   |                                                                   |                                                                   |                                                                   |                                                                   |                                                                   |                                                   |                                                   |                                                                          |                                                                          |                                                                          |                                                                          |                                                                          |                                                                          |                                                 |                                                 |                                                                          |                                                                          |                                                                          |                                                                          |                                                                          |                                                                          |                                                       |                                                       |                                                             |                                                             |                                                             |                                                             |                                                             |                                                             |                                                       |                                                       |                                                             |                                                             |                                                             |                                                             |                                                             |                                                             |                                                     |                                                     |                                                               |                                                               |                                                               |                                                               |                                                               |                                                               |                                                            |                                                            |                                                            |                                                            |                                                          |                                                          |                                                          |                                                          |                                               |                                               |                                                                                                 |                                                                                                 |                                                                                                 |                                                                                                 |                                                                                                 |                                                                                                 |                                                |                                                |                                                           |                                                           |                                                           |                                                           |                                                           |                                                           |  |  |                                               |                                               |                                               |                                               |                                               |                                               |
|                                                                   |                                                                   |                                                                   |                                                                   | Karel Egon IV. z Fürstenbergu 1852–1896 11. kníže                 | Karel Egon IV. z Fürstenbergu 1852–1896 11. kníže                 | Karel Egon IV. z Fürstenbergu 1852–1896 11. kníže | Karel Egon IV. z Fürstenbergu 1852–1896 11. kníže | Karel Egon IV. z Fürstenbergu 1852–1896 11. kníže                        | Karel Egon IV. z Fürstenbergu 1852–1896 11. kníže                        |                                                                          |                                                                          | Dorothée, roz. de Talleyrand-Périgord 1862–1948                          | Dorothée, roz. de Talleyrand-Périgord 1862–1948                          | Dorothée, roz. de Talleyrand-Périgord 1862–1948 | Dorothée, roz. de Talleyrand-Périgord 1862–1948 | Dorothée, roz. de Talleyrand-Périgord 1862–1948                          | Dorothée, roz. de Talleyrand-Périgord 1862–1948                          |                                                                          |                                                                          | Maxmilián Egon II. z Fürstenbergu 1863–1941 12. kníže                    | Maxmilián Egon II. z Fürstenbergu 1863–1941 12. kníže                    | Maxmilián Egon II. z Fürstenbergu 1863–1941 12. kníže | Maxmilián Egon II. z Fürstenbergu 1863–1941 12. kníže | Maxmilián Egon II. z Fürstenbergu 1863–1941 12. kníže       | Maxmilián Egon II. z Fürstenbergu 1863–1941 12. kníže       |                                                             |                                                             | Irma, roz. z Schönborn-Buchheimu 1867–1948                  | Irma, roz. z Schönborn-Buchheimu 1867–1948                  | Irma, roz. z Schönborn-Buchheimu 1867–1948            | Irma, roz. z Schönborn-Buchheimu 1867–1948            | Irma, roz. z Schönborn-Buchheimu 1867–1948                  | Irma, roz. z Schönborn-Buchheimu 1867–1948                  |                                                             |                                                             | Maria, roz. Festetics von Tolna 1881–1953                   | Maria, roz. Festetics von Tolna 1881–1953                   | Maria, roz. Festetics von Tolna 1881–1953           | Maria, roz. Festetics von Tolna 1881–1953           | Maria, roz. Festetics von Tolna 1881–1953                     | Maria, roz. Festetics von Tolna 1881–1953                     |                                                               |                                                               | Karl Emil z Fürstenbergu 1867–1945                            | Karl Emil z Fürstenbergu 1867–1945                            | Karl Emil z Fürstenbergu 1867–1945                         | Karl Emil z Fürstenbergu 1867–1945                         | Karl Emil z Fürstenbergu 1867–1945                         | Karl Emil z Fürstenbergu 1867–1945                         |                                                          |                                                          | Emil Egon Karl z Fürstenbergu 1876–1964                  | Emil Egon Karl z Fürstenbergu 1876–1964                  | Emil Egon Karl z Fürstenbergu 1876–1964       | Emil Egon Karl z Fürstenbergu 1876–1964       | Emil Egon Karl z Fürstenbergu 1876–1964                                                         | Emil Egon Karl z Fürstenbergu 1876–1964                                                         |                                                                                                 |                                                                                                 | Margarethe, roz. von Gecmen-Waldek 1904–1988                                                    | Margarethe, roz. von Gecmen-Waldek 1904–1988                                                    | Margarethe, roz. von Gecmen-Waldek 1904–1988   | Margarethe, roz. von Gecmen-Waldek 1904–1988   | Margarethe, roz. von Gecmen-Waldek 1904–1988              | Margarethe, roz. von Gecmen-Waldek 1904–1988              |                                                           |                                                           |                                                           |                                                           |  |  |                                               |                                               |                                               |                                               |                                               |                                               |
|                                                                   |                                                                   |                                                                   |                                                                   | Karel Egon IV. z Fürstenbergu 1852–1896 11. kníže                 | Karel Egon IV. z Fürstenbergu 1852–1896 11. kníže                 | Karel Egon IV. z Fürstenbergu 1852–1896 11. kníže | Karel Egon IV. z Fürstenbergu 1852–1896 11. kníže | Karel Egon IV. z Fürstenbergu 1852–1896 11. kníže                        | Karel Egon IV. z Fürstenbergu 1852–1896 11. kníže                        |                                                                          |                                                                          | Dorothée, roz. de Talleyrand-Périgord 1862–1948                          | Dorothée, roz. de Talleyrand-Périgord 1862–1948                          | Dorothée, roz. de Talleyrand-Périgord 1862–1948 | Dorothée, roz. de Talleyrand-Périgord 1862–1948 | Dorothée, roz. de Talleyrand-Périgord 1862–1948                          | Dorothée, roz. de Talleyrand-Périgord 1862–1948                          |                                                                          |                                                                          | Maxmilián Egon II. z Fürstenbergu 1863–1941 12. kníže                    | Maxmilián Egon II. z Fürstenbergu 1863–1941 12. kníže                    | Maxmilián Egon II. z Fürstenbergu 1863–1941 12. kníže | Maxmilián Egon II. z Fürstenbergu 1863–1941 12. kníže | Maxmilián Egon II. z Fürstenbergu 1863–1941 12. kníže       | Maxmilián Egon II. z Fürstenbergu 1863–1941 12. kníže       |                                                             |                                                             | Irma, roz. z Schönborn-Buchheimu 1867–1948                  | Irma, roz. z Schönborn-Buchheimu 1867–1948                  | Irma, roz. z Schönborn-Buchheimu 1867–1948            | Irma, roz. z Schönborn-Buchheimu 1867–1948            | Irma, roz. z Schönborn-Buchheimu 1867–1948                  | Irma, roz. z Schönborn-Buchheimu 1867–1948                  |                                                             |                                                             | Maria, roz. Festetics von Tolna 1881–1953                   | Maria, roz. Festetics von Tolna 1881–1953                   | Maria, roz. Festetics von Tolna 1881–1953           | Maria, roz. Festetics von Tolna 1881–1953           | Maria, roz. Festetics von Tolna 1881–1953                     | Maria, roz. Festetics von Tolna 1881–1953                     |                                                               |                                                               | Karl Emil z Fürstenbergu 1867–1945                            | Karl Emil z Fürstenbergu 1867–1945                            | Karl Emil z Fürstenbergu 1867–1945                         | Karl Emil z Fürstenbergu 1867–1945                         | Karl Emil z Fürstenbergu 1867–1945                         | Karl Emil z Fürstenbergu 1867–1945                         |                                                          |                                                          | Emil Egon Karl z Fürstenbergu 1876–1964                  | Emil Egon Karl z Fürstenbergu 1876–1964                  | Emil Egon Karl z Fürstenbergu 1876–1964       | Emil Egon Karl z Fürstenbergu 1876–1964       | Emil Egon Karl z Fürstenbergu 1876–1964                                                         | Emil Egon Karl z Fürstenbergu 1876–1964                                                         |                                                                                                 |                                                                                                 | Margarethe, roz. von Gecmen-Waldek 1904–1988                                                    | Margarethe, roz. von Gecmen-Waldek 1904–1988                                                    | Margarethe, roz. von Gecmen-Waldek 1904–1988   | Margarethe, roz. von Gecmen-Waldek 1904–1988   | Margarethe, roz. von Gecmen-Waldek 1904–1988              | Margarethe, roz. von Gecmen-Waldek 1904–1988              |                                                           |                                                           |                                                           |                                                           |  |  |                                               |                                               |                                               |                                               |                                               |                                               |